# Gemeinden des Kantons Tessin

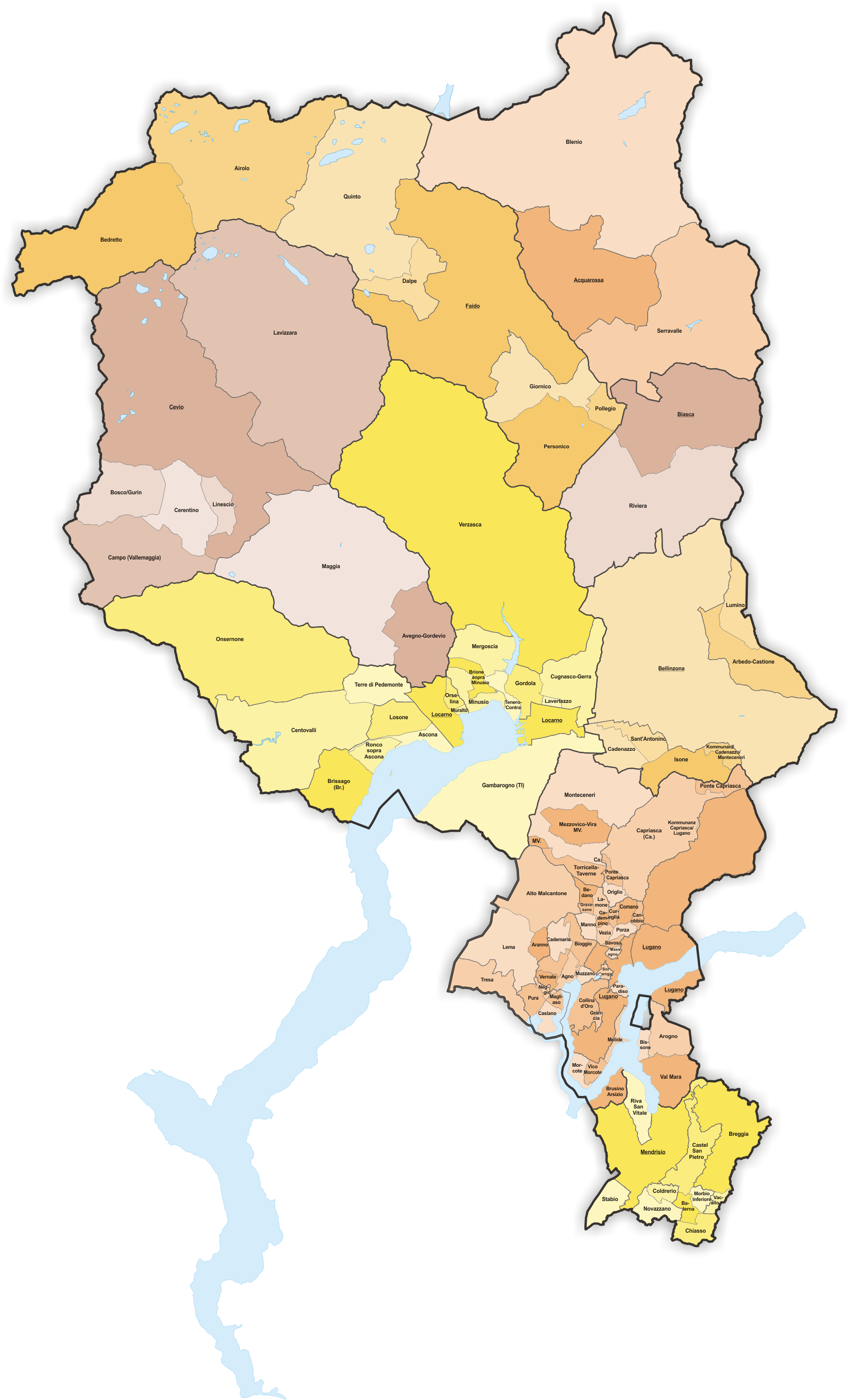
Gemeinden des Kantons Tessin (Stand: 6. April 2025)

Der Kanton Tessin umfasst 100 politische Gemeinden (Stand: 6. April 2025).
Die Gemeinden des Kantons sind in circoli (Kreise) zusammengefasst, die circoli wiederum in distretti (Distrikte resp. Bezirke). Bestandesänderungen der Gemeinden und Kreise sind auf den einzelnen Bezirksseiten erfasst.
Im Kanton Tessin finden seit 2003 verstärkt Gemeindefusionen statt. Erfolgreich abgelehnt wurde die Fusion von Chiasso, Morbio Inferiore und Vacallo. Trotz bisherigen Ablehnungen wurden in mehreren Anläufen Kleinstgemeinden (von nicht einmal 100 Einwohnern) doch noch zu einer grösseren fusioniert (Beispiel: Faido).
Der Tessiner Staatsrat beabsichtigte, die Anzahl der Gemeinden bis zum Jahr 2020 von 135 auf 23 zu reduzieren.
In der folgenden Tabelle sind die Bezirkshauptorte fett hervorgehoben.

## Gemeinden
| Wappen               | Name der Gemeinde    | Einwohner (31. Dezember 2023) | Fläche in km² | Einw. pro km² | Bezirk      |
| -------------------- | -------------------- | ----------------------------- | ------------- | ------------- | ----------- |
| Acquarossa           | Acquarossa           | 1823                          | 61,78         | 30            | Blenio      |
| Agno                 | Agno                 | 4536                          | 2,49          | 1822          | Lugano      |
| Alto Malcantone      | Alto Malcantone      | 1386                          | 22,06         | 63            | Lugano      |
| Airolo               | Airolo               | 1464                          | 94,35         | 16            | Leventina   |
| Aranno               | Aranno               | 350                           | 2,59          | 135           | Lugano      |
| Arbedo-Castione      | Arbedo-Castione      | 5108                          | 21,39         | 239           | Bellinzona  |
| Arogno               | Arogno               | 955                           | 8,49          | 112           | Lugano      |
| Ascona               | Ascona               | 5381                          | 4,95          | 1087          | Locarno     |
| Avegno Gordevio      | Avegno Gordevio      | 1568                          | 27,33         | 57            | Vallemaggia |
| Balerna              | Balerna              | 3335                          | 2,53          | 1318          | Mendrisio   |
| Bedano               | Bedano               | 1496                          | 1,87          | 800           | Lugano      |
| Bedretto             | Bedretto             | 101                           | 75,19         | 1             | Leventina   |
| Bellinzona           | Bellinzona           | 44'743                        | 164,20        | 272           | Bellinzona  |
| Biasca               | Biasca               | 6136                          | 59,09         | 104           | Riviera     |
| Bioggio              | Bioggio              | 2791                          | 6,40          | 436           | Lugano      |
| Bissone              | Bissone              | 955                           | 1,85          | 516           | Lugano      |
| Blenio               | Blenio               | 1706                          | 202,00        | 8             | Blenio      |
| Bosco/Gurin          | Bosco/Gurin          | 53                            | 22,00         | 2             | Vallemaggia |
| Breggia              | Breggia              | 1936                          | 25,48         | 76            | Mendrisio   |
| Brione sopra Minusio | Brione sopra Minusio | 442                           | 3,82          | 116           | Locarno     |
| Brissago             | Brissago             | 1619                          | 17,89         | 90            | Locarno     |
| Brusino Arsizio      | Brusino Arsizio      | 474                           | 4,12          | 115           | Lugano      |
| Cademario            | Cademario            | 793                           | 3,96          | 200           | Lugano      |
| Cadempino            | Cadempino            | 1580                          | 0,76          | 2079          | Lugano      |
| Cadenazzo            | Cadenazzo            | 3111                          | 8,38          | 371           | Bellinzona  |
| Campo (Vallemaggia)  | Campo (Vallemaggia)  | 49                            | 43,30         | 1             | Vallemaggia |
| Canobbio             | Canobbio             | 2396                          | 1,28          | 1872          | Lugano      |
| Capriasca            | Capriasca            | 6760                          | 36,38         | 186           | Lugano      |
| Caslano              | Caslano              | 4363                          | 2,79          | 1564          | Lugano      |
| Castel San Pietro    | Castel San Pietro    | 2225                          | 11,84         | 188           | Mendrisio   |
| Centovalli           | Centovalli           | 1098                          | 53,39         | 21            | Locarno     |
| Cerentino            | Cerentino            | 38                            | 20,10         | 2             | Vallemaggia |
| Cevio                | Cevio                | 1109                          | 151,31        | 7             | Vallemaggia |
| Chiasso              | Chiasso              | 7565                          | 5,35          | 1414          | Mendrisio   |
| Coldrerio            | Coldrerio            | 2856                          | 2,46          | 1161          | Mendrisio   |
| Collina d'Oro        | Collina d’Oro        | 4893                          | 6,14          | 797           | Lugano      |
| Comano               | Comano               | 2183                          | 2,06          | 1060          | Lugano      |
| Cugnasco-Gerra       | Cugnasco-Gerra       | 2862                          | 18,21         | 157           | Locarno     |
| Cureglia             | Cureglia             | 1489                          | 1,06          | 1405          | Lugano      |
| Dalpe                | Dalpe                | 181                           | 14,55         | 12            | Leventina   |
| Faido                | Faido                | 2753                          | 132,58        | 21            | Leventina   |
| Gambarogno           | Gambarogno           | 5086                          | 51,79         | 98            | Locarno     |
| Giornico             | Giornico             | 1694                          | 26,00         | 65            | Leventina   |
| Gordola              | Gordola              | 4814                          | 6,95          | 693           | Locarno     |
| Grancia              | Grancia              | 455                           | 0,61          | 746           | Lugano      |
| Gravesano            | Gravesano            | 1365                          | 0,71          | 1923          | Lugano      |
| Isone                | Isone                | 394                           | 12,83         | 31            | Bellinzona  |
| Lamone               | Lamone               | 1766                          | 1,86          | 949           | Lugano      |
| Lavertezzo           | Lavertezzo           | 1238                          | 0,89          | 1391          | Locarno     |
| Lavizzara            | Lavizzara            | 487                           | 187,53        | 3             | Vallemaggia |
| Lema                 | Lema                 | 2662                          | 18,56         | 143           | Lugano      |
| Linescio             | Linescio             | 42                            | 6,66          | 6             | Vallemaggia |
| Locarno              | Locarno              | 16'394                        | 18,91         | 867           | Locarno     |
| Losone               | Losone               | 6766                          | 9,26          | 731           | Locarno     |
| Lugano               | Lugano               | 63'495                        | 75,86         | 837           | Lugano      |
| Lumino               | Lumino               | 1614                          | 10,10         | 160           | Bellinzona  |
| Maggia               | Maggia               | 2688                          | 111,16        | 24            | Vallemaggia |
| Magliaso             | Magliaso             | 1621                          | 1,10          | 1474          | Lugano      |
| Manno                | Manno                | 1340                          | 2,37          | 565           | Lugano      |
| Massagno             | Massagno             | 6676                          | 0,74          | 9022          | Lugano      |
| Melide               | Melide               | 1783                          | 1,66          | 1074          | Lugano      |
| Mendrisio            | Mendrisio            | 15'068                        | 31,77         | 474           | Mendrisio   |
| Mergoscia            | Mergoscia            | 203                           | 12,16         | 17            | Locarno     |
| Mezzovico-Vira       | Mezzovico-Vira       | 1368                          | 11,13         | 123           | Lugano      |
| Minusio              | Minusio              | 7365                          | 5,86          | 1257          | Locarno     |
| Monteceneri          | Monteceneri          | 4683                          | 36,08         | 130           | Lugano      |
| Morbio Inferiore     | Morbio Inferiore     | 4419                          | 2,26          | 1955          | Mendrisio   |
| Morcote              | Morcote              | 707                           | 2,79          | 253           | Lugano      |
| Muralto              | Muralto              | 2587                          | 0,59          | 4385          | Locarno     |
| Muzzano              | Muzzano              | 800                           | 1,55          | 516           | Lugano      |
| Neggio               | Neggio               | 317                           | 0,89          | 356           | Lugano      |
| Novazzano            | Novazzano            | 2344                          | 5,23          | 448           | Mendrisio   |
| Onsernone            | Onsernone            | 663                           | 105,39        | 6             | Locarno     |
| Origlio              | Origlio              | 1529                          | 2,08          | 735           | Lugano      |
| Orselina             | Orselina             | 699                           | 1,94          | 360           | Locarno     |
| Paradiso             | Paradiso             | 4832                          | 0,89          | 5429          | Lugano      |
| Personico            | Personico            | 309                           | 38,87         | 8             | Leventina   |
| Pollegio             | Pollegio             | 854                           | 5,96          | 143           | Leventina   |
| Ponte Capriasca      | Ponte Capriasca      | 1926                          | 6,17          | 312           | Lugano      |
| Porza                | Porza                | 1679                          | 1,56          | 1076          | Lugano      |
| Pura                 | Pura                 | 1358                          | 3,04          | 447           | Lugano      |
| Quinto               | Quinto               | 1324                          | 92,03         | 14            | Leventina   |
| Riva San Vitale      | Riva San Vitale      | 2656                          | 6,05          | 439           | Mendrisio   |
| Riviera              | Riviera              | 4262                          | 86,53         | 49            | Riviera     |
| Ronco sopra Ascona   | Ronco sopra Ascona   | 524                           | 5,01          | 105           | Locarno     |
| Sant'Antonino        | Sant’Antonino        | 2646                          | 6,55          | 404           | Bellinzona  |
| Savosa               | Savosa               | 2245                          | 0,74          | 3034          | Lugano      |
| Serravalle           | Serravalle           | 2066                          | 96,80         | 21            | Blenio      |
| Sorengo              | Sorengo              | 2139                          | 0,85          | 2516          | Lugano      |
| Stabio               | Stabio               | 4485                          | 6,15          | 729           | Mendrisio   |
| Tenero-Contra        | Tenero-Contra        | 3397                          | 3,70          | 918           | Locarno     |
| Terre di Pedemonte   | Terre di Pedemonte   | 2673                          | 11,59         | 231           | Locarno     |
| Torricella-Taverne   | Torricella-Taverne   | 3089                          | 5,25          | 588           | Lugano      |
| Tresa                | Tresa                | 3129                          | 11,04         | 283           | Lugano      |
| Vacallo              | Vacallo              | 3463                          | 1,64          | 2112          | Mendrisio   |
| Val Mara             | Val Mara             | 3001                          | 11,16         | 269           | Lugano      |
| Vernate              | Vernate              | 631                           | 1,51          | 418           | Lugano      |
| Verzasca             | Verzasca             | 786                           | 218,48        | 4             | Locarno     |
| Vezia                | Vezia                | 2045                          | 1,39          | 1471          | Lugano      |
| Vico Morcote         | Vico Morcote         | 407                           | 1,97          | 207           | Lugano      |
| Total (100)          | Total (100)          | 357'720                       | 2812,16       | 127           | (8)         |

Die Landfläche im Kanton Tessin beträgt 2741,03 km², der Seeflächenanteil beträgt 71,17 km² (Lago di Lugano/Luganersee 29,80 km², Lago Maggiore/Langensee 41,37 km²). Die Gesamtfläche des Kantons Tessin beträgt somit 2812,20 km².

## Veränderungen im Gemeindebestand

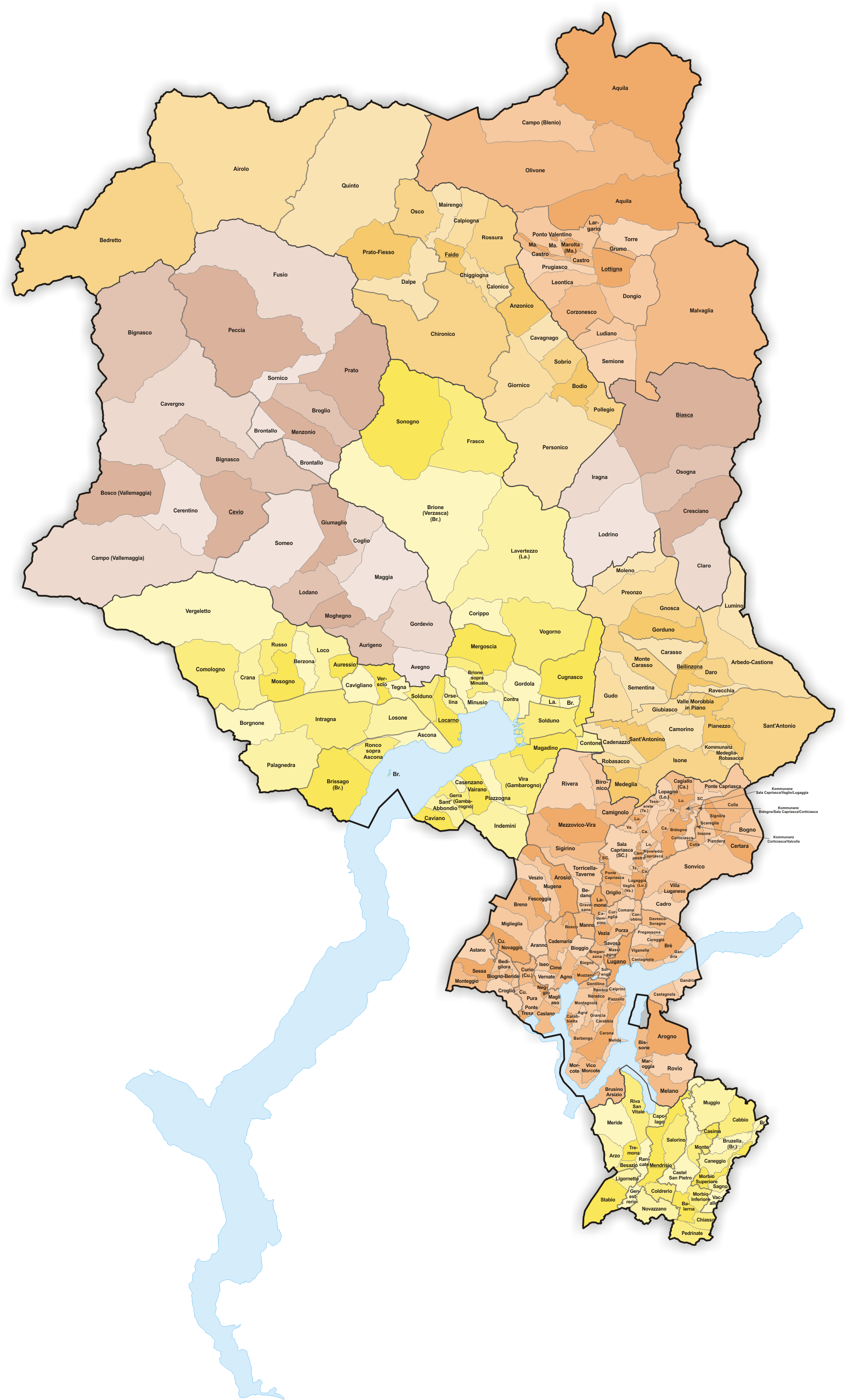
Gemeinden bis Dezember 1851
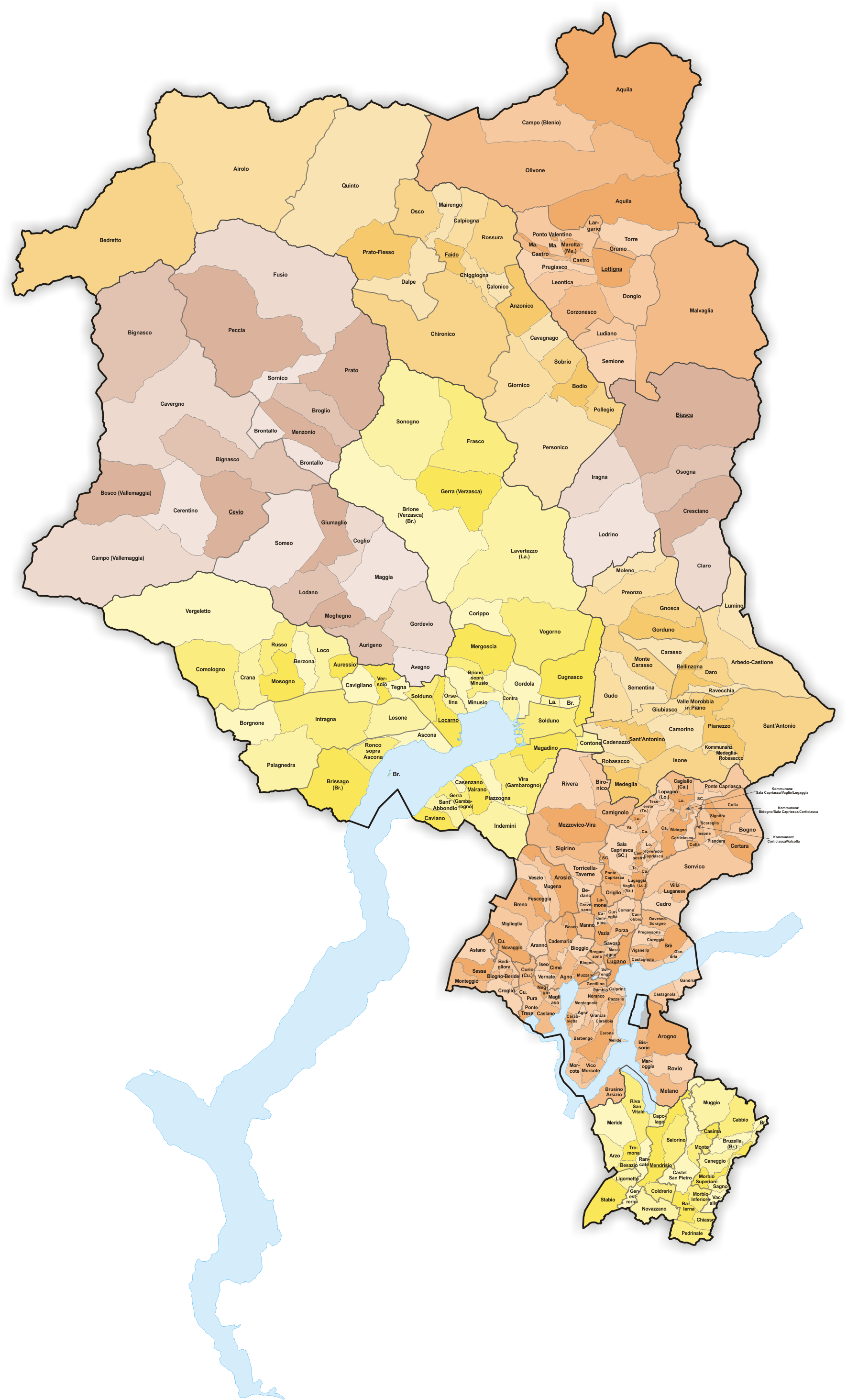
Gemeinden bis Dezember 1852
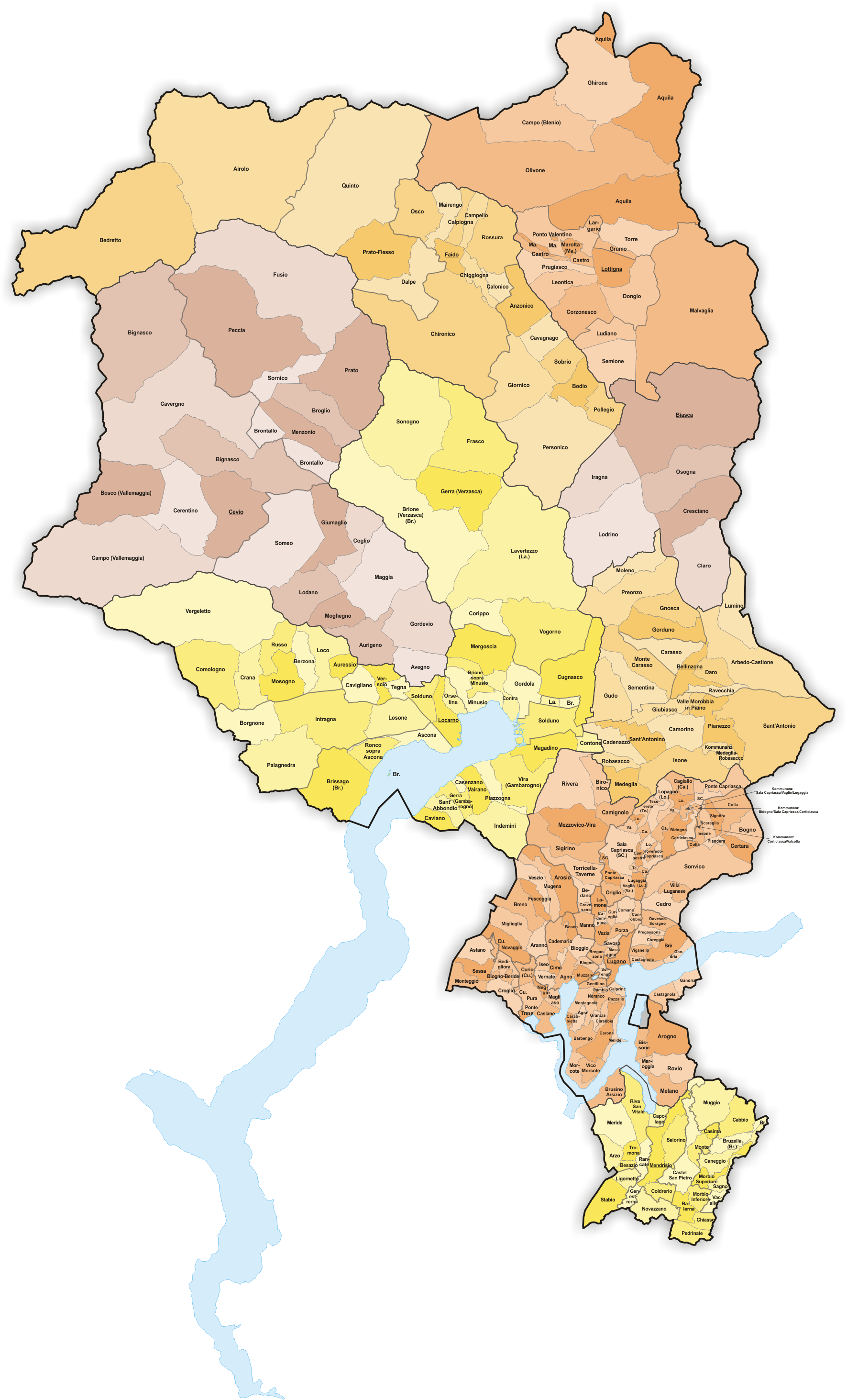
Gemeinden bis Dezember 1857
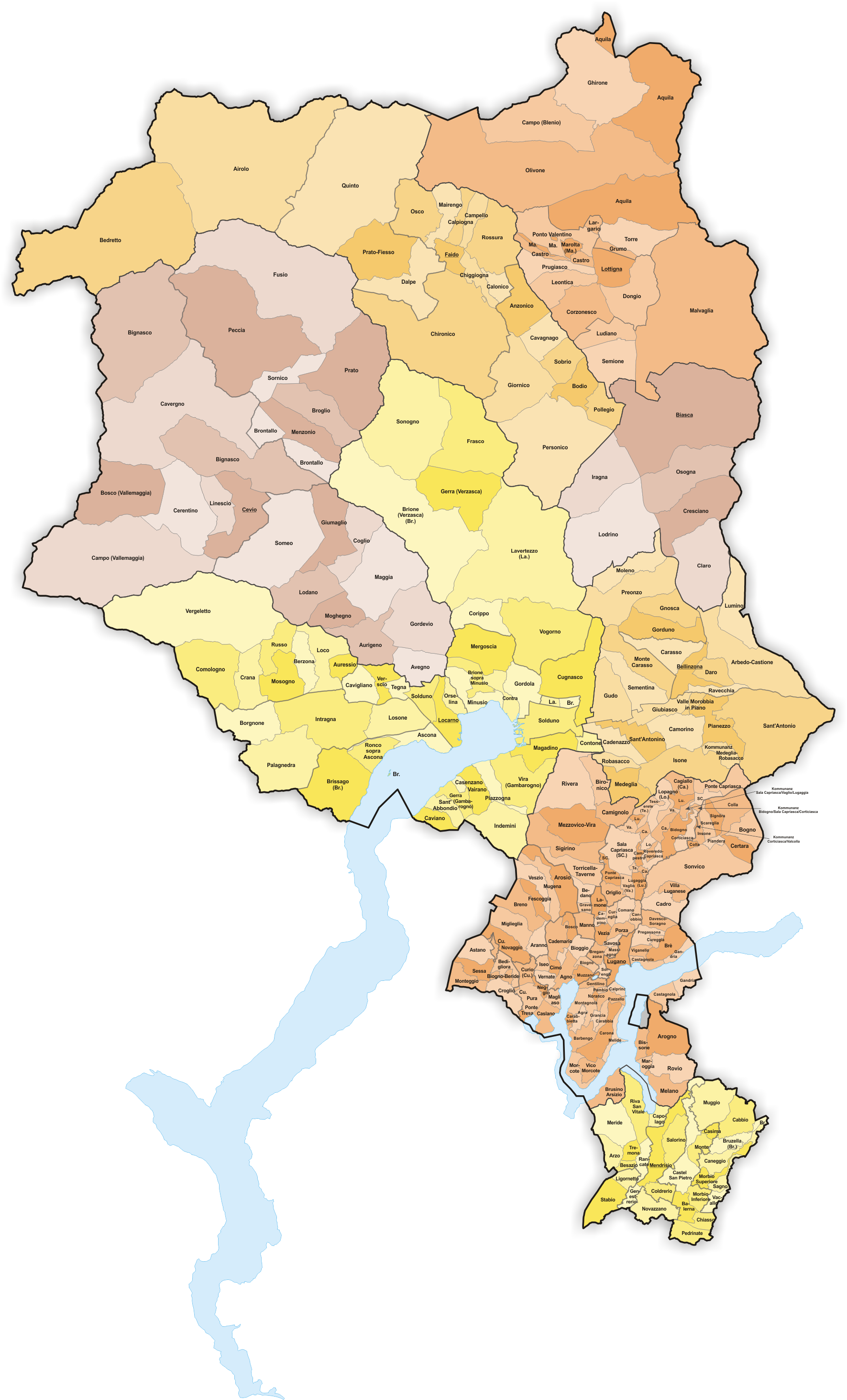
Gemeinden bis Dezember 1863
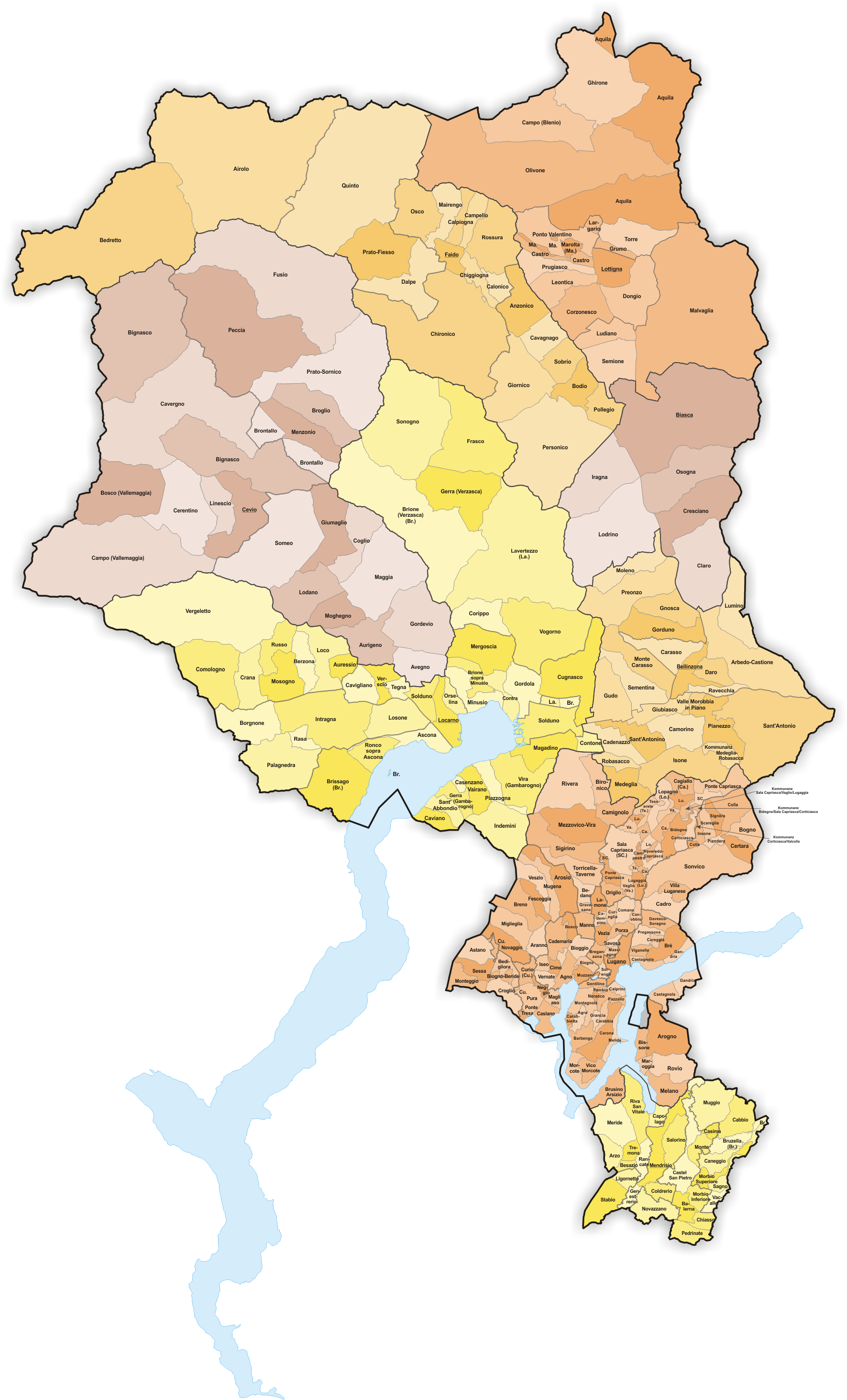
Gemeinden bis Dezember 1866
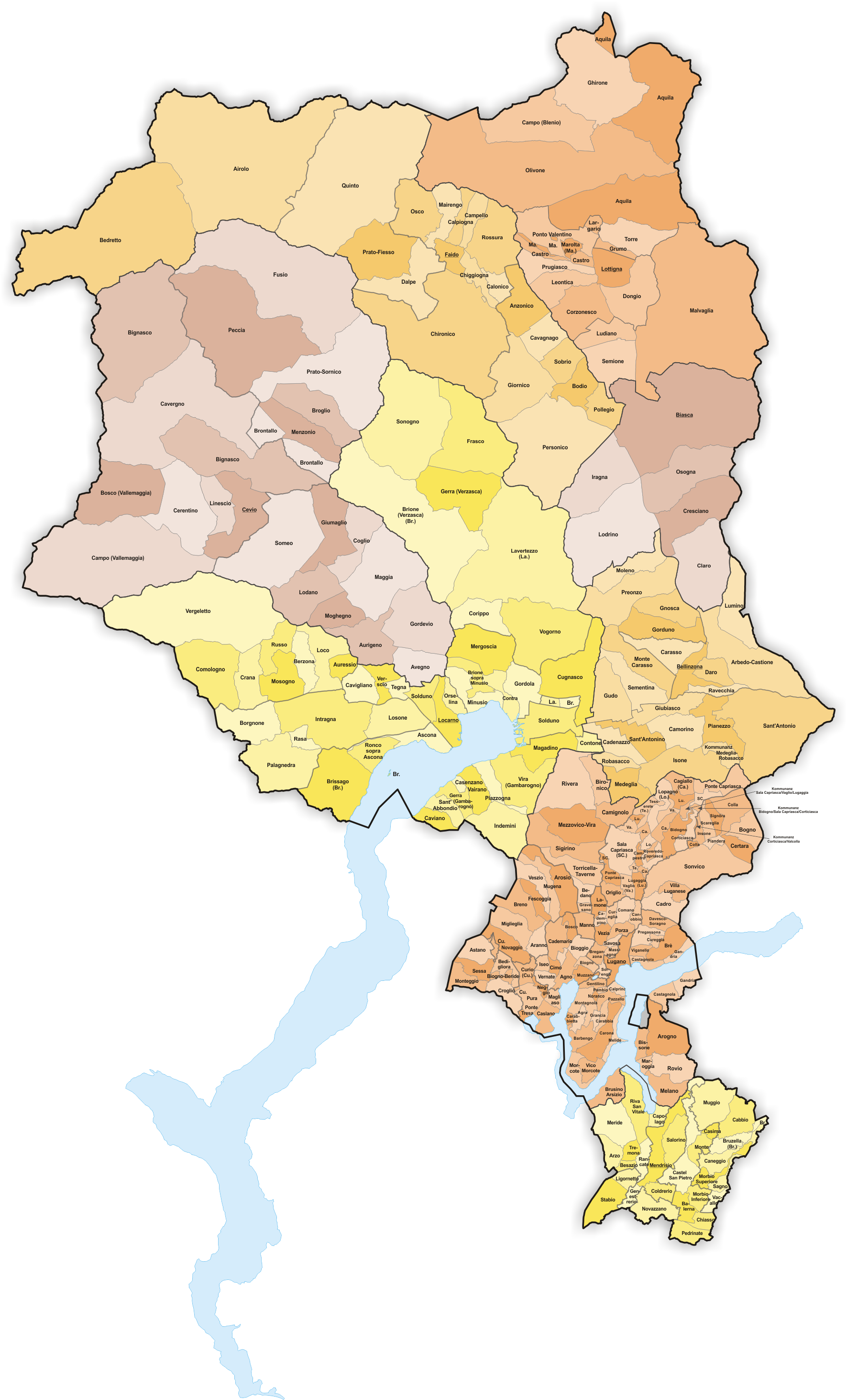
Gemeinden bis Dezember 1877
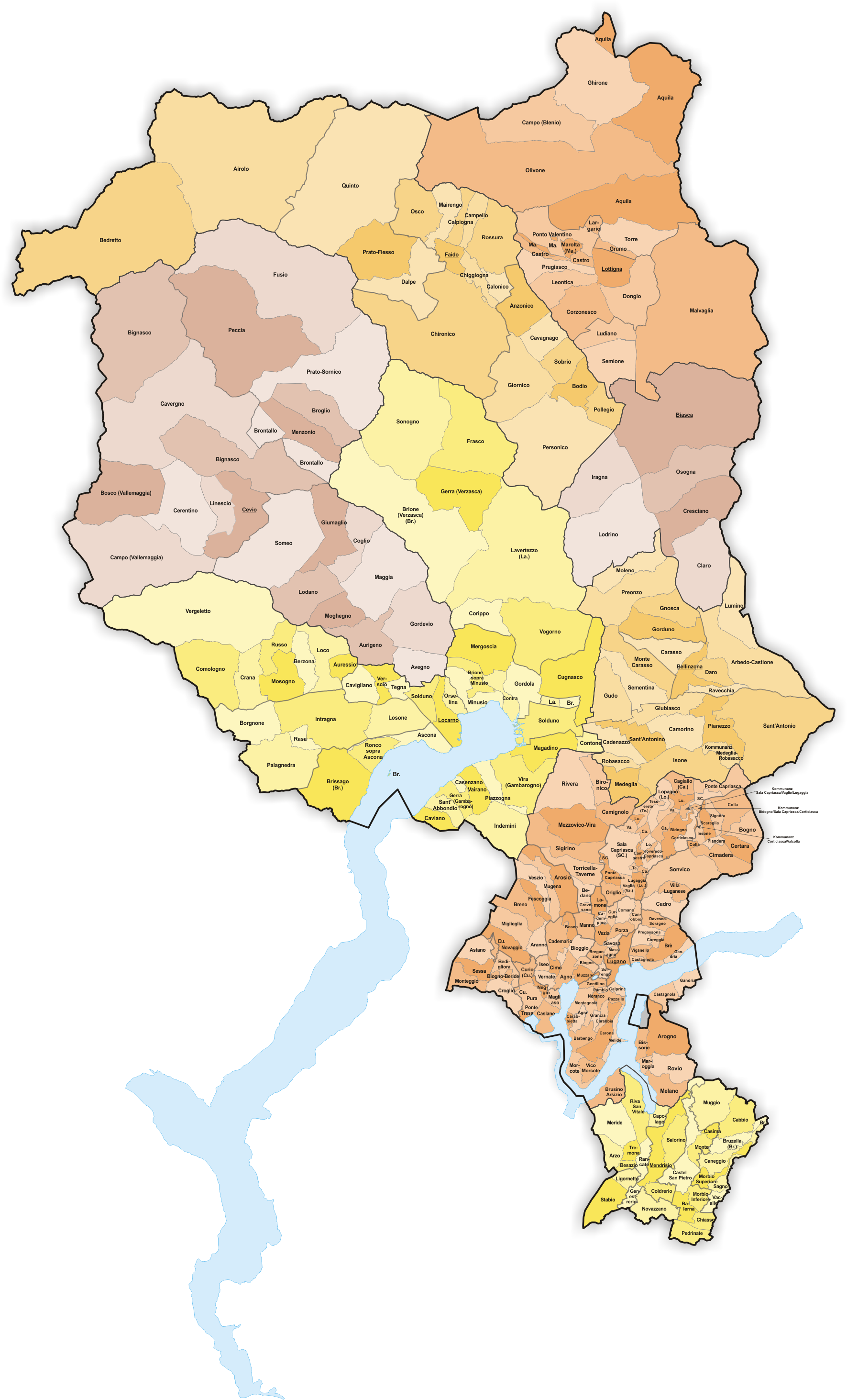
Gemeinden bis Dezember 1880
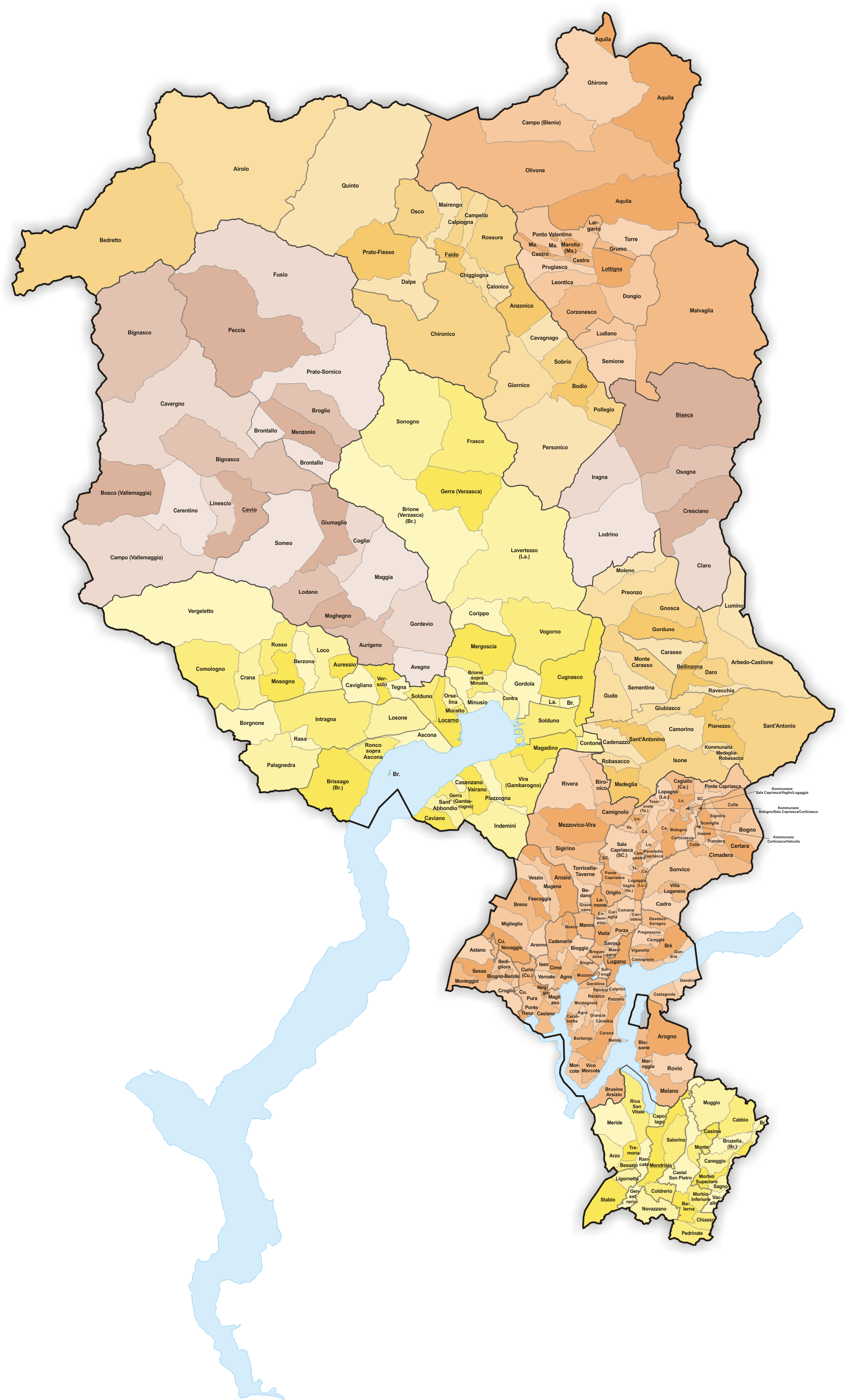
Gemeinden bis Dezember 1881
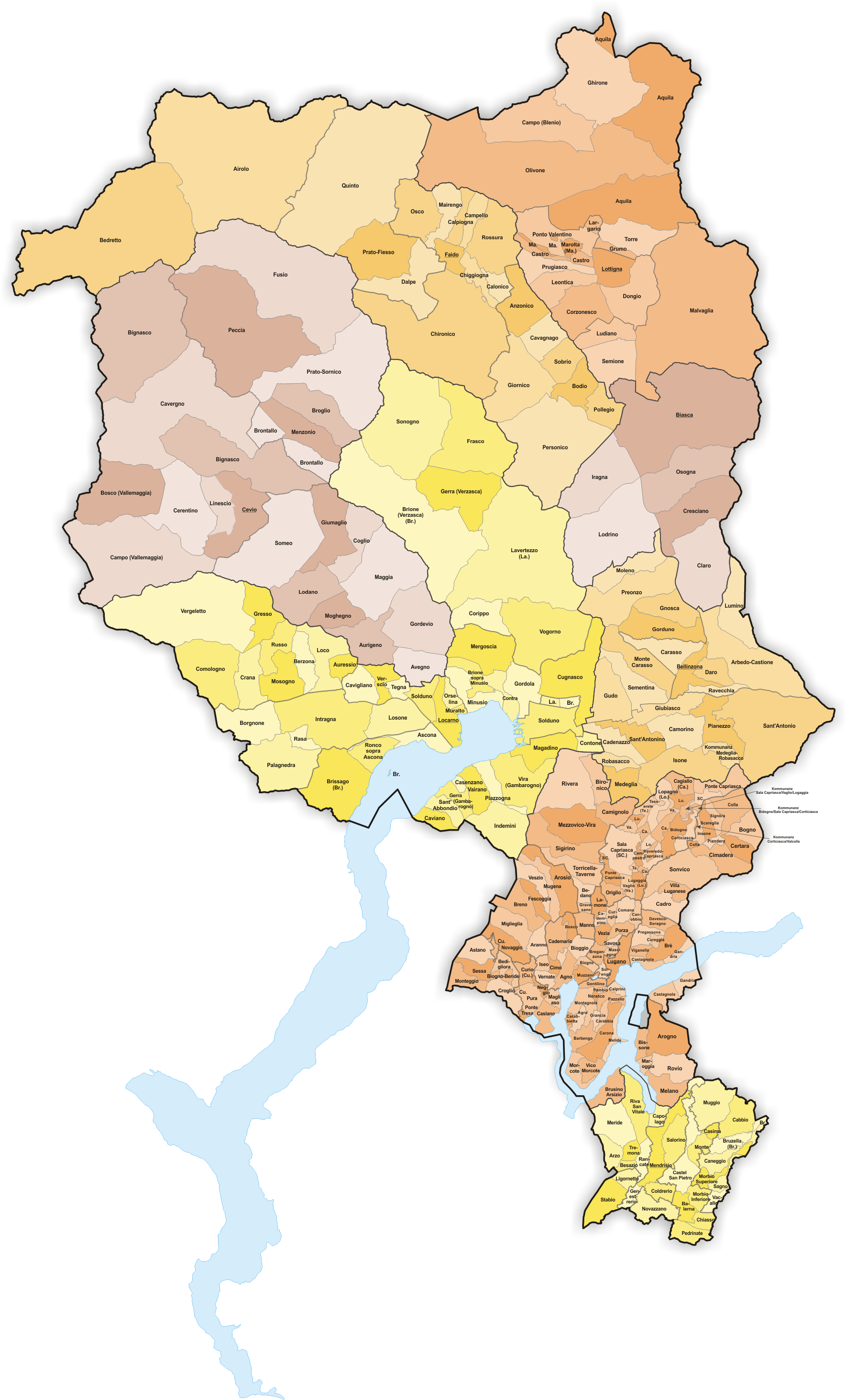
Gemeinden bis Dezember 1903
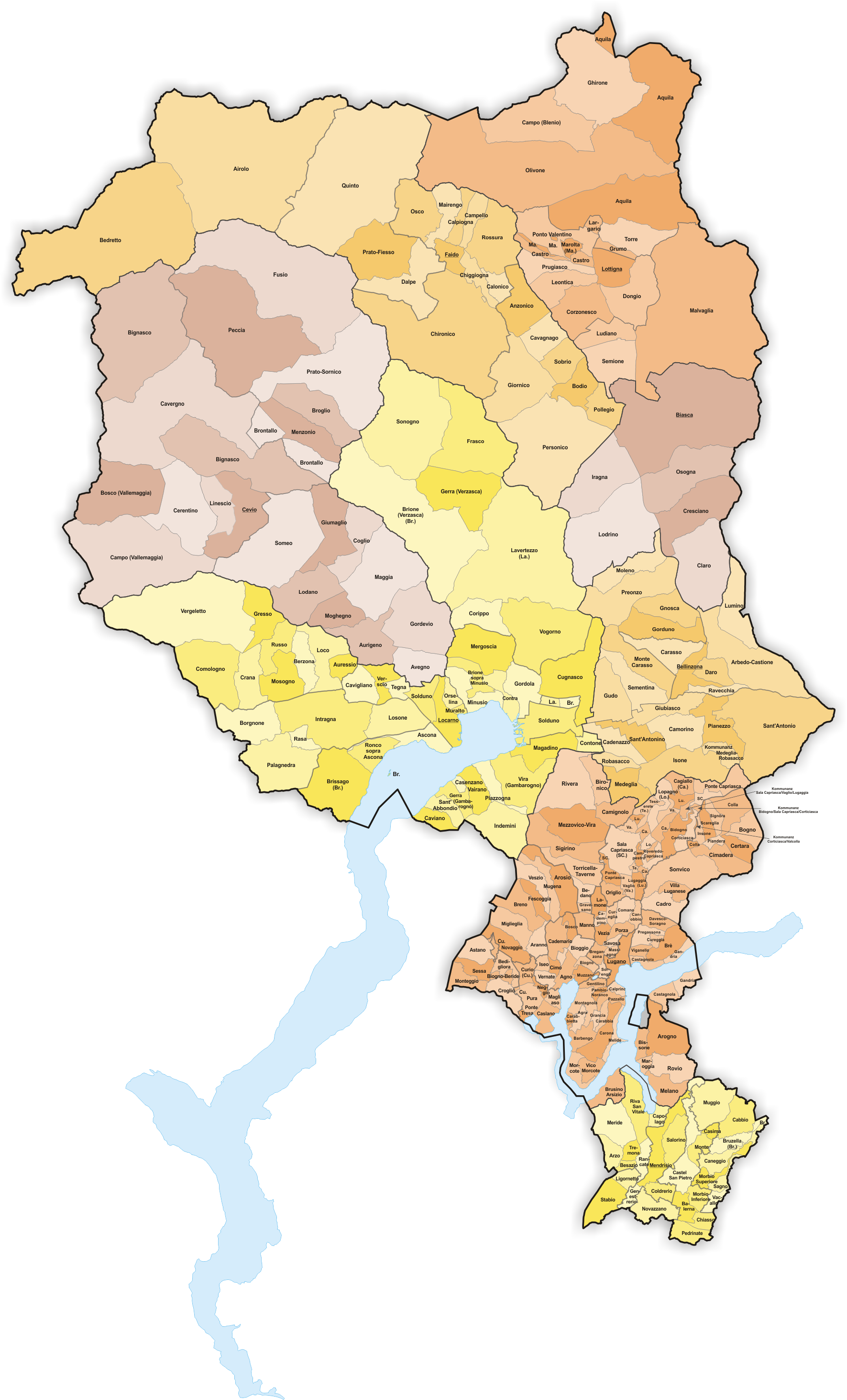
Gemeinden bis Mai 1904
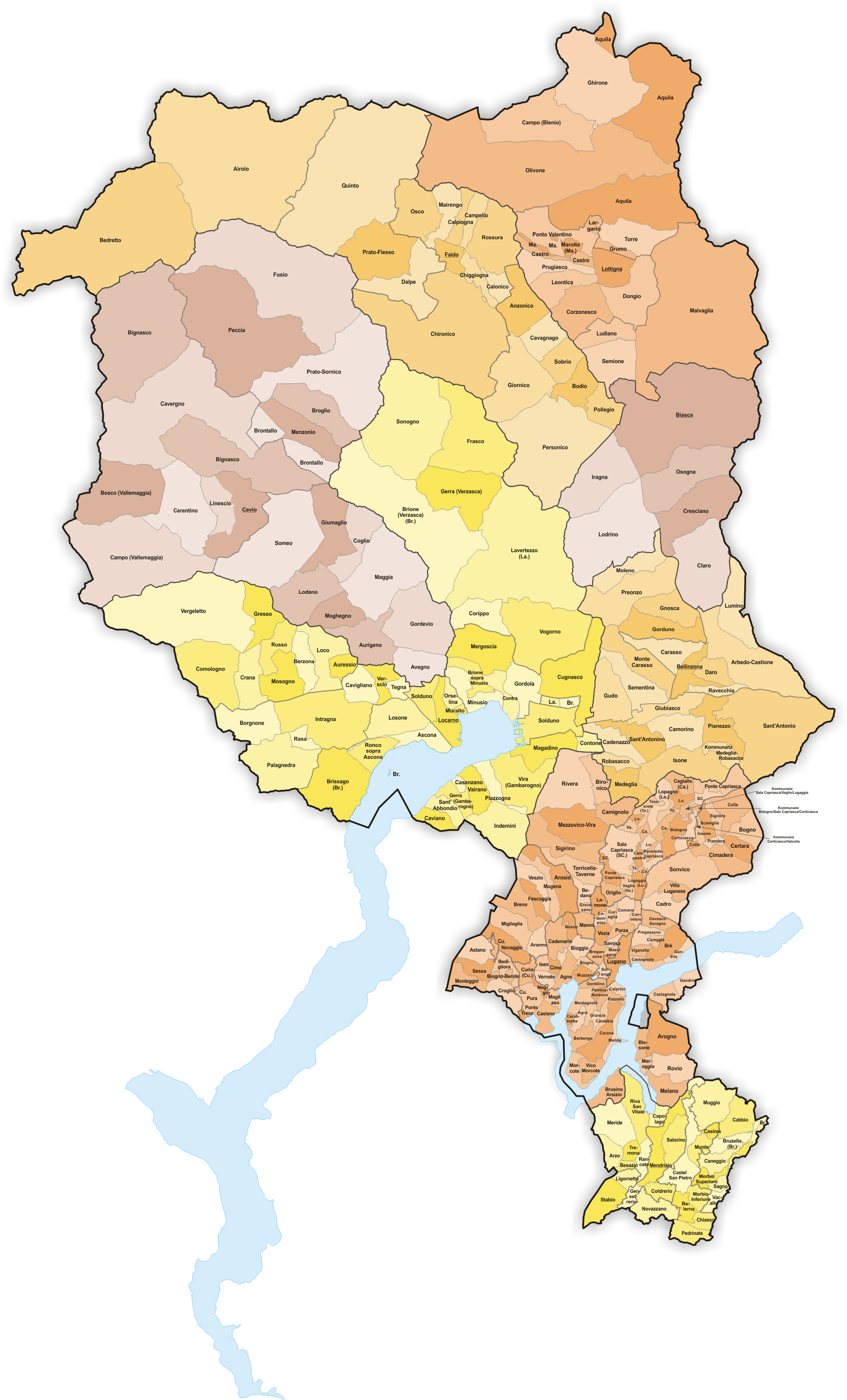
Gemeinden bis Dezember 1906
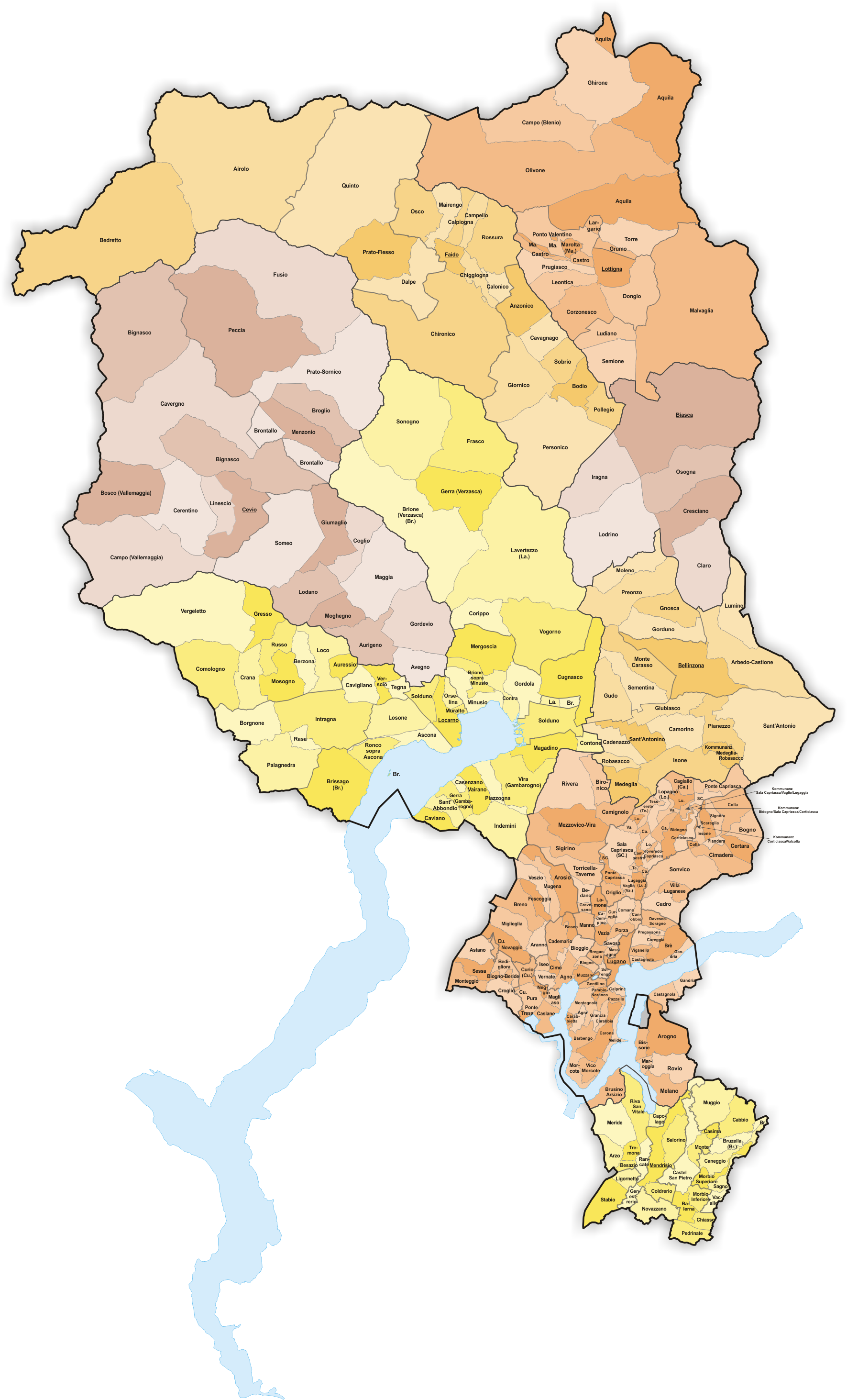
Gemeinden bis Dezember 1911
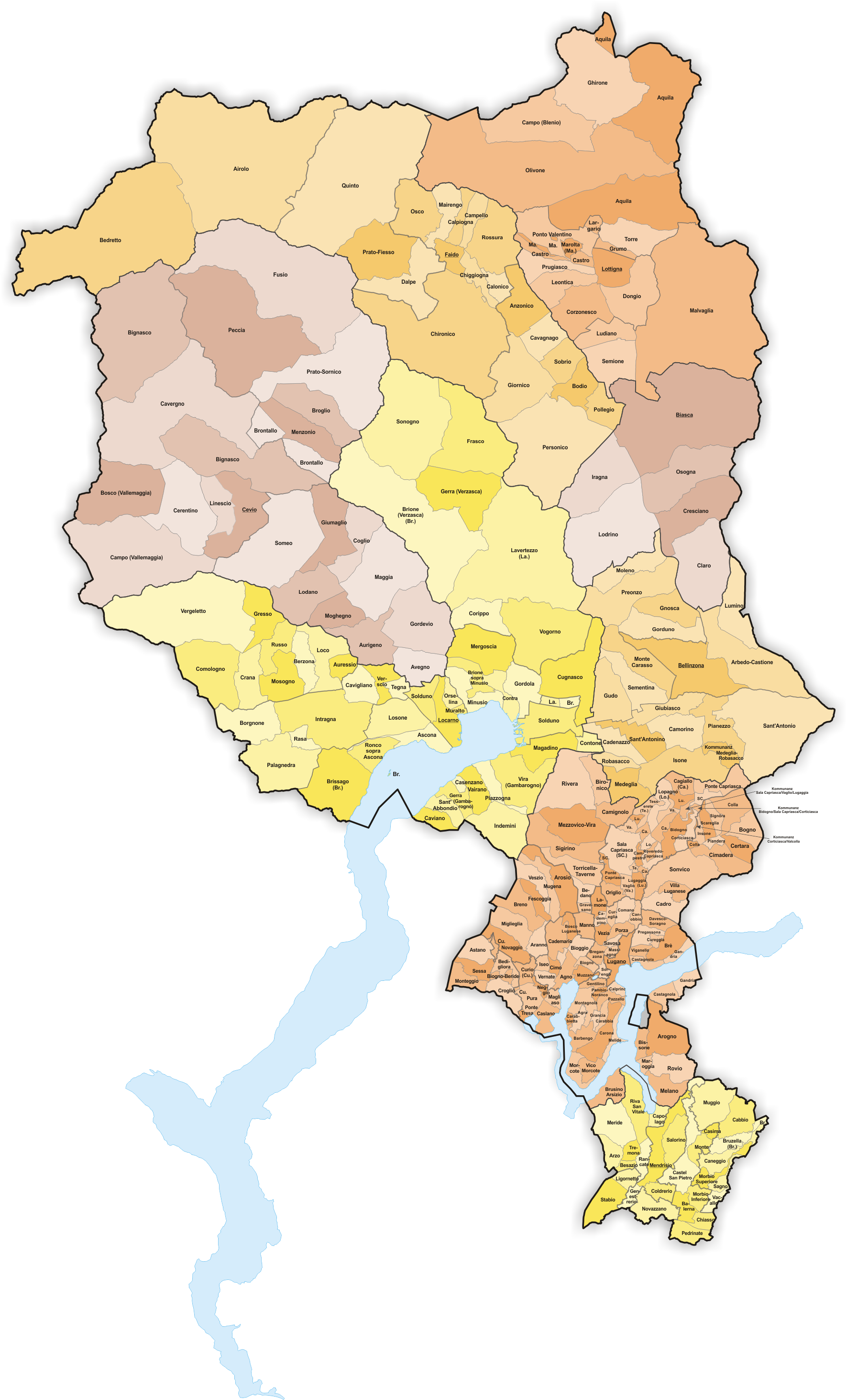
Gemeinden bis Dezember 1913
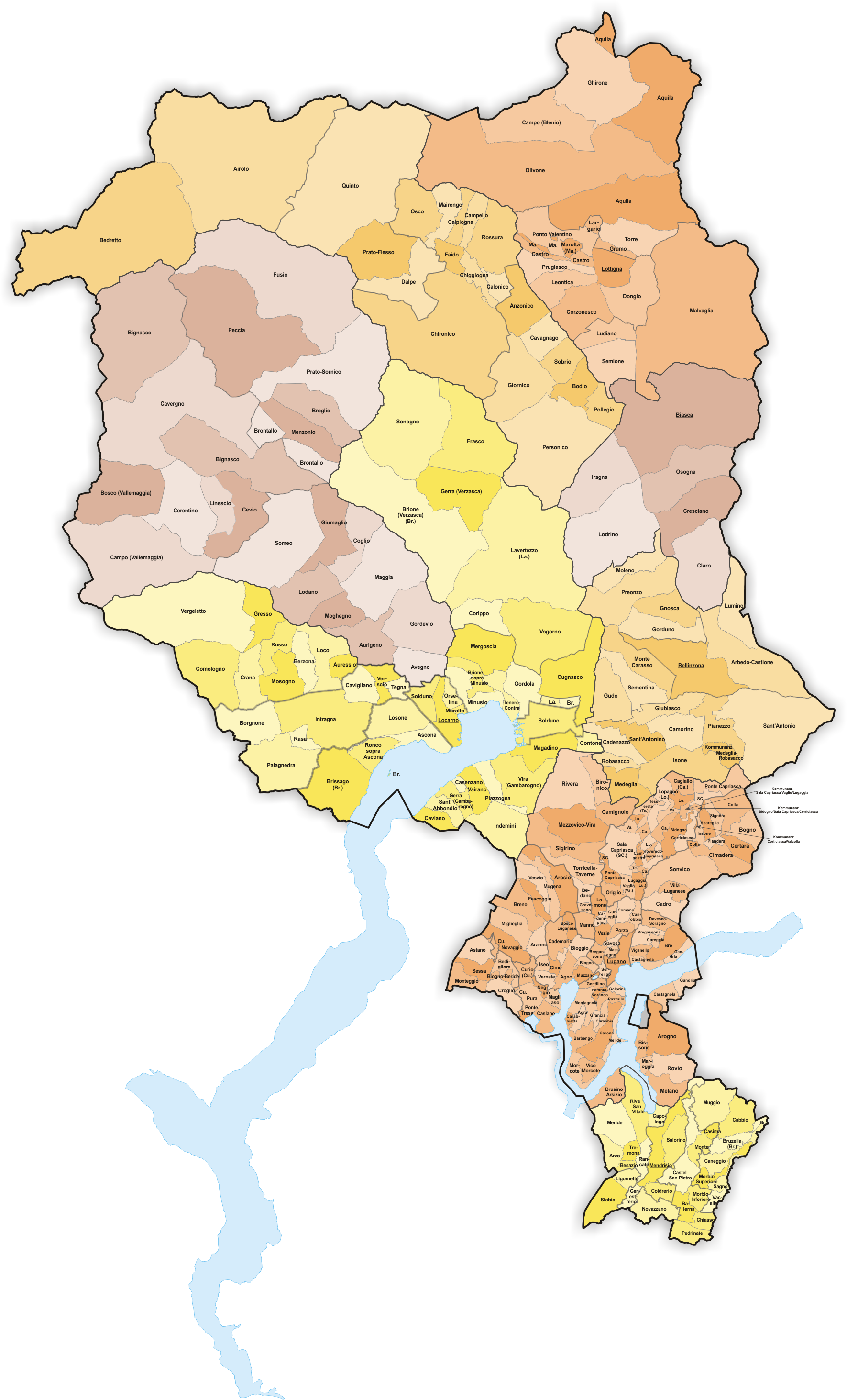
Gemeinden bis Dezember 1924
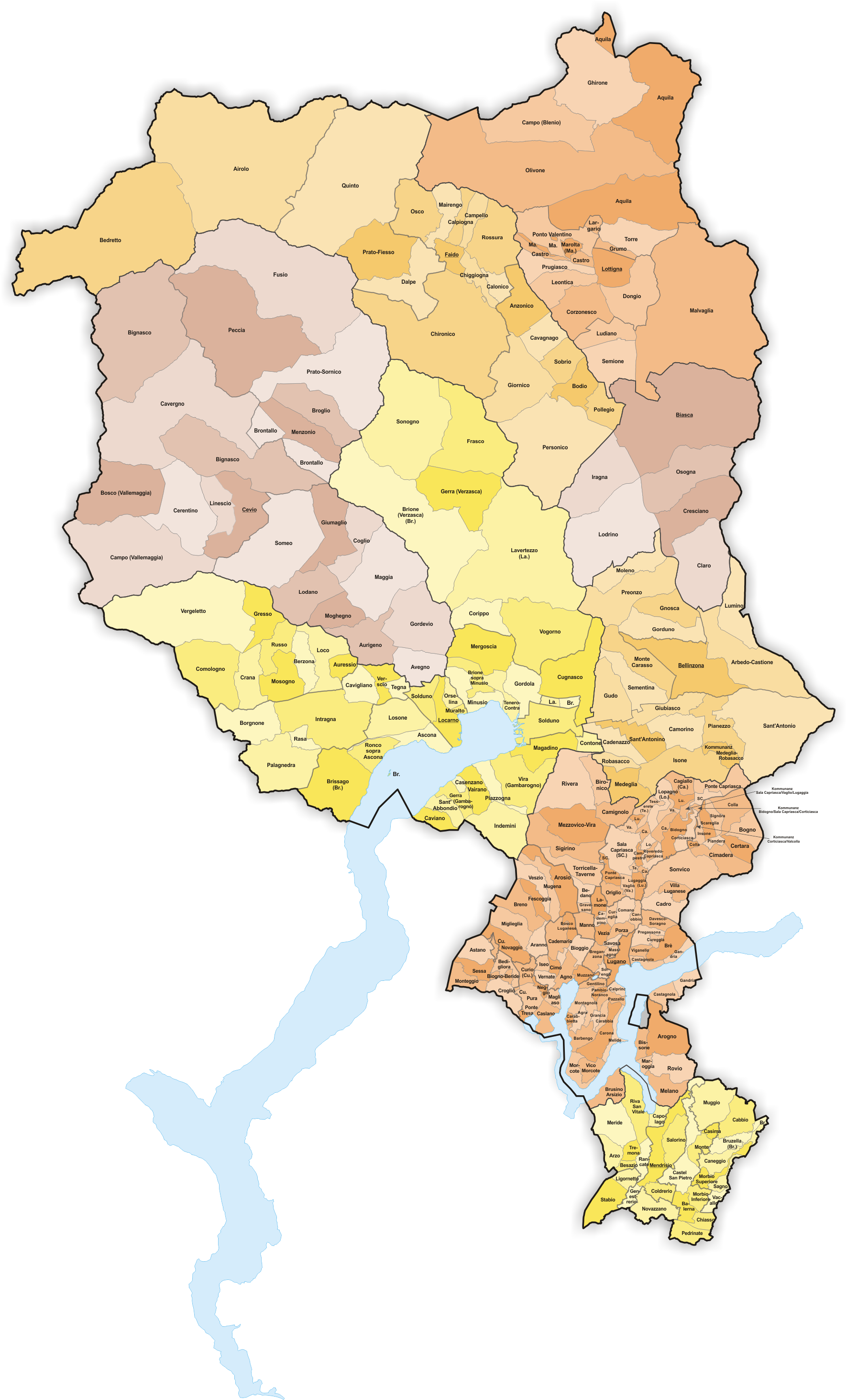
Gemeinden bis Dezember 1927
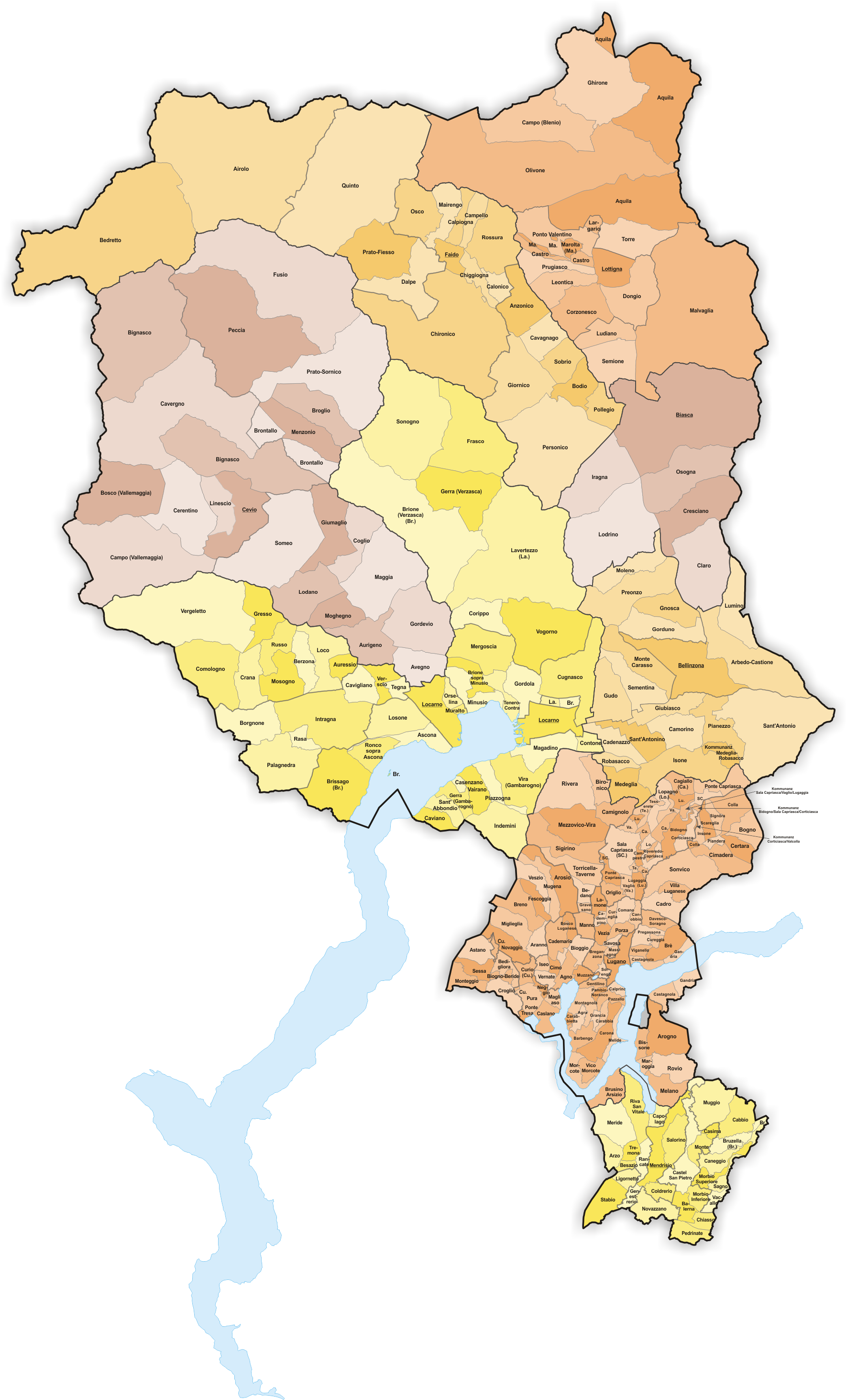
Gemeinden bis Dezember 1928
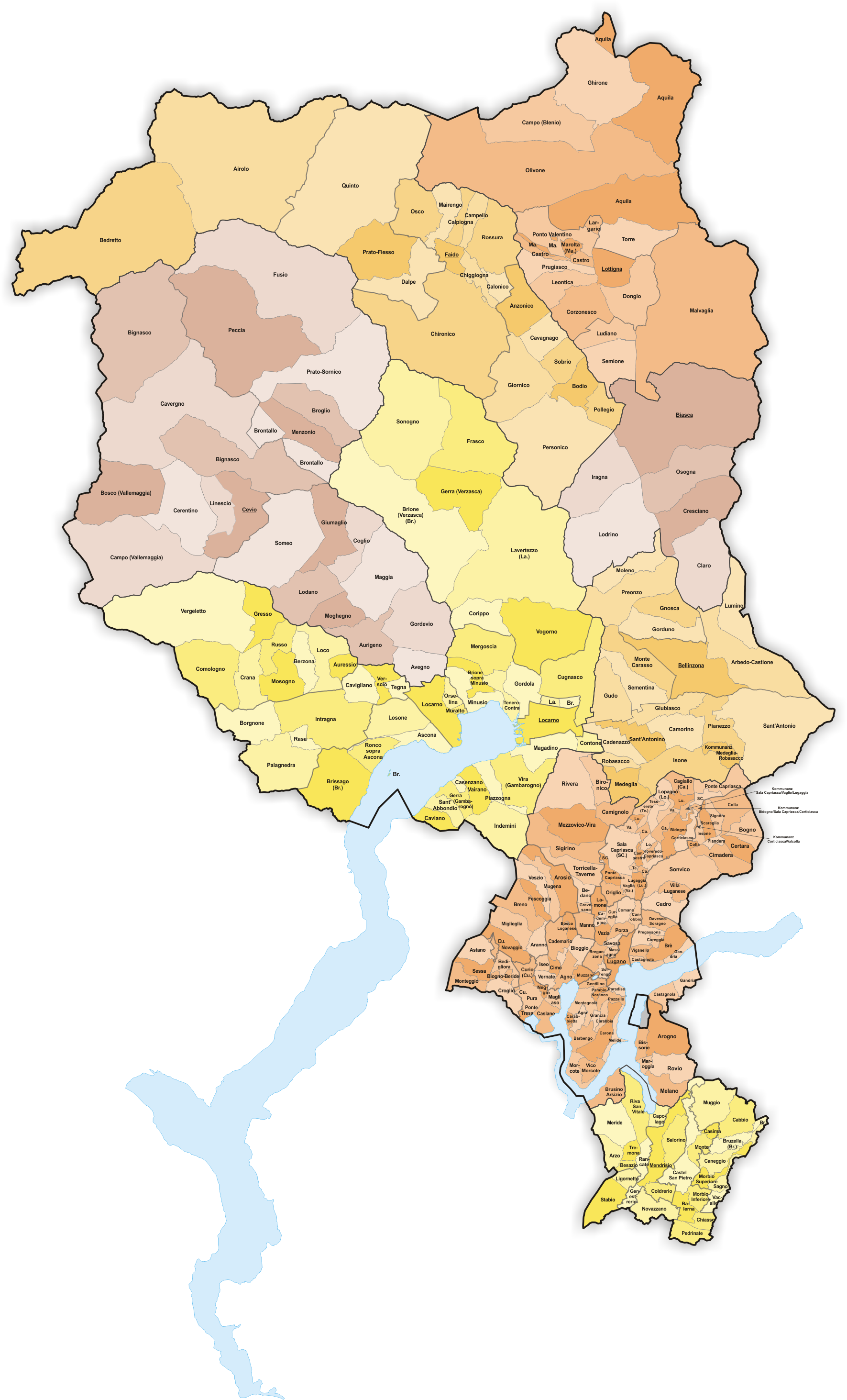
Gemeinden bis Dezember 1929
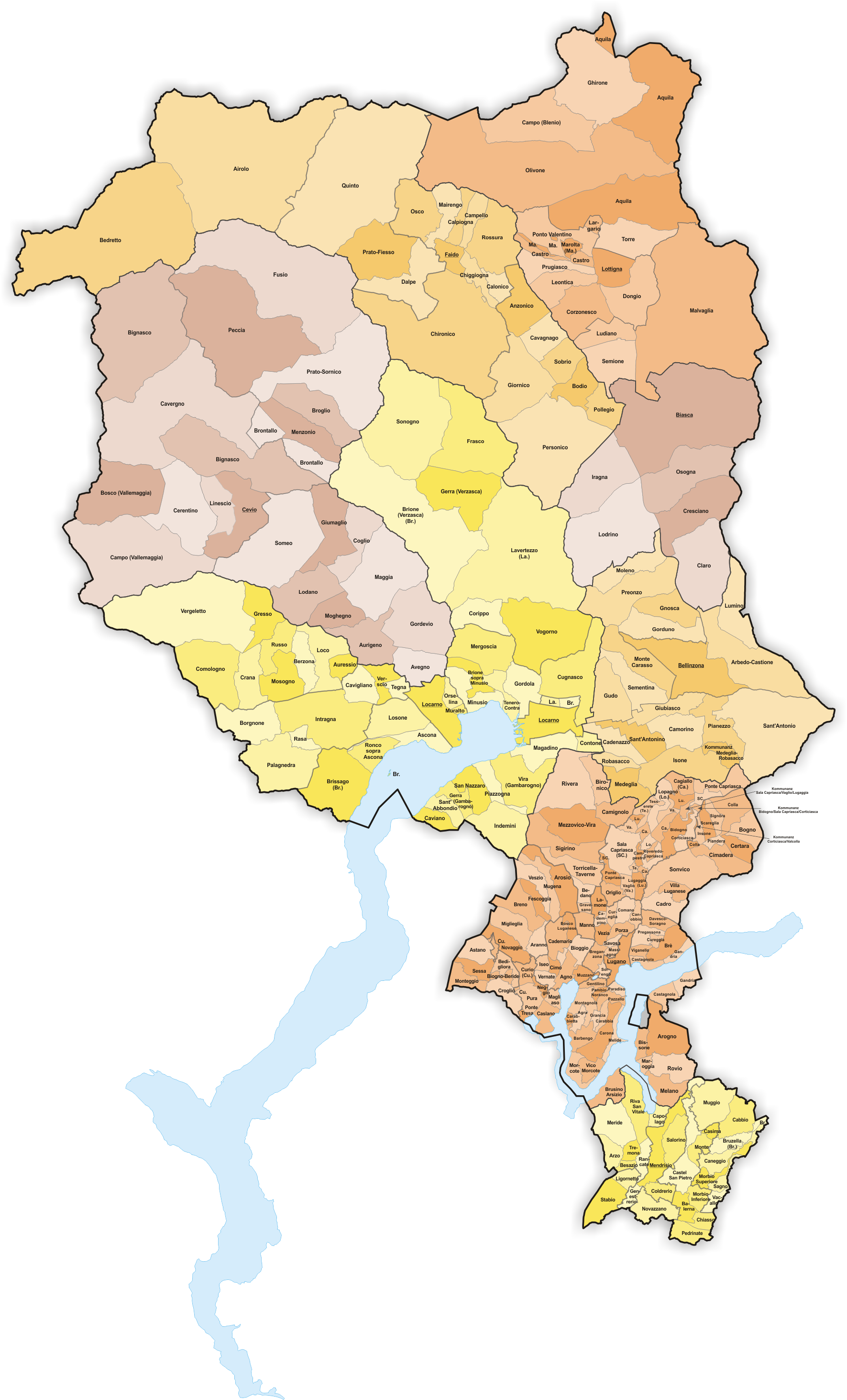
Gemeinden bis Dezember 1933
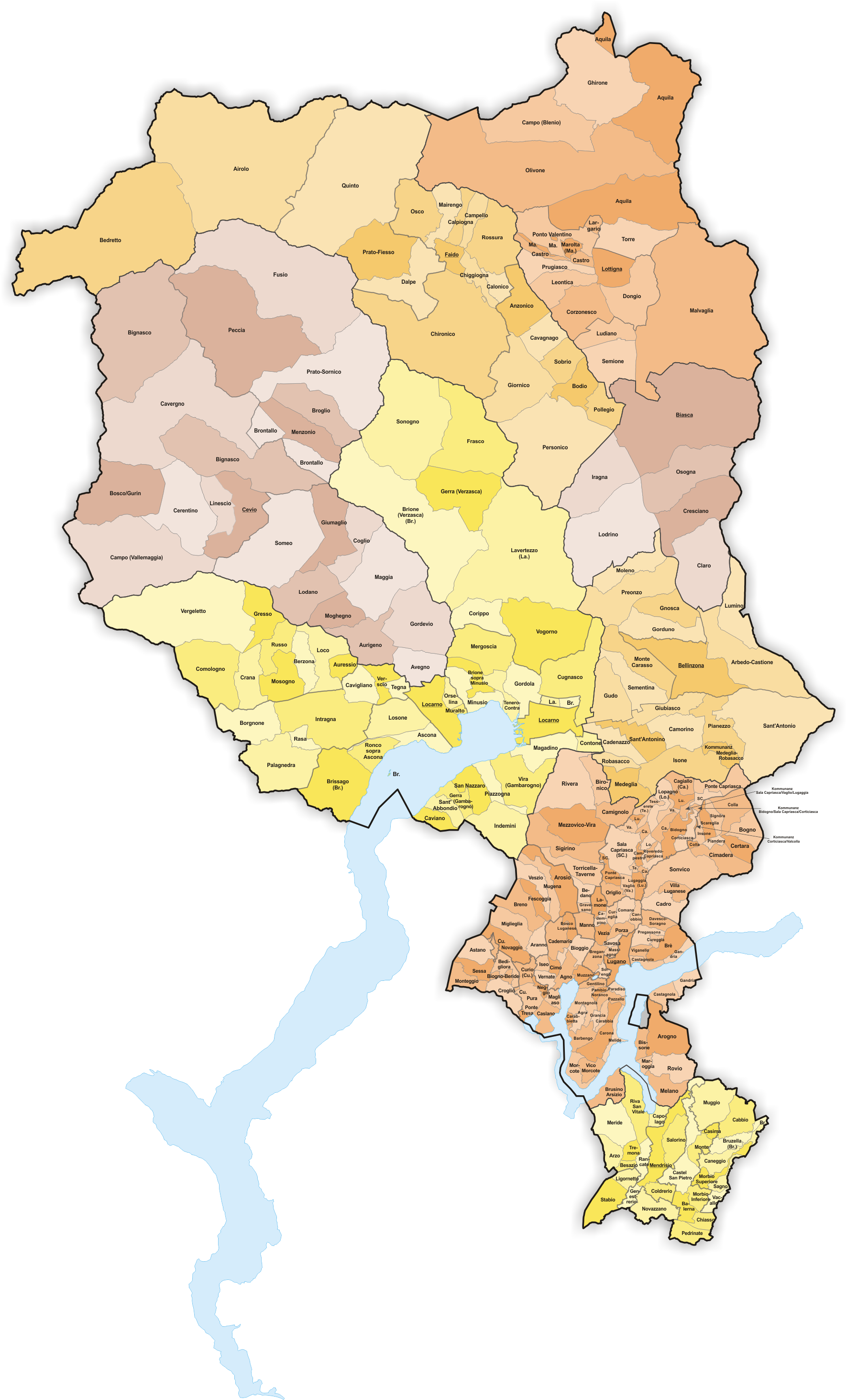
Gemeinden bis Dezember 1938
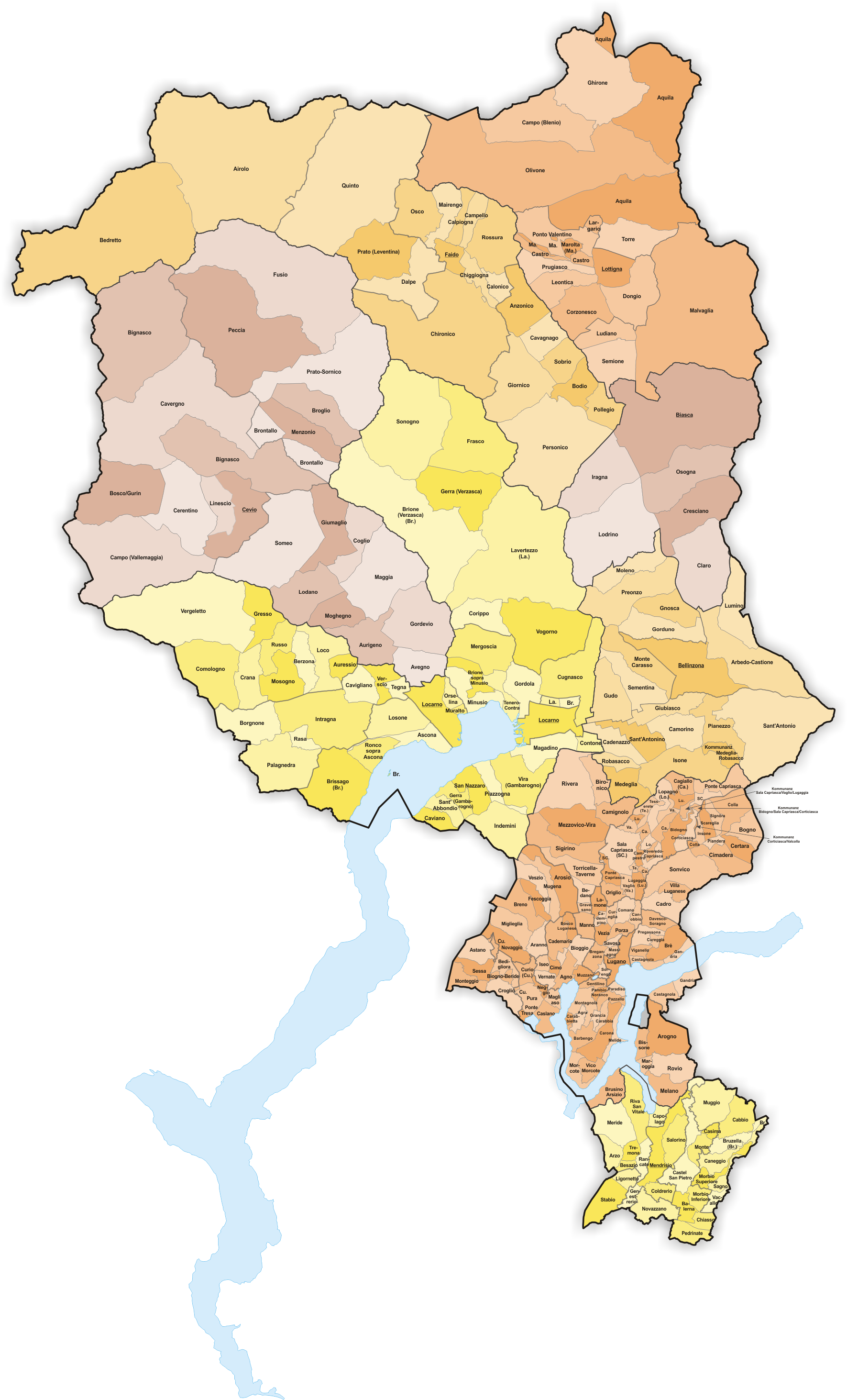
Gemeinden bis Dezember 1952
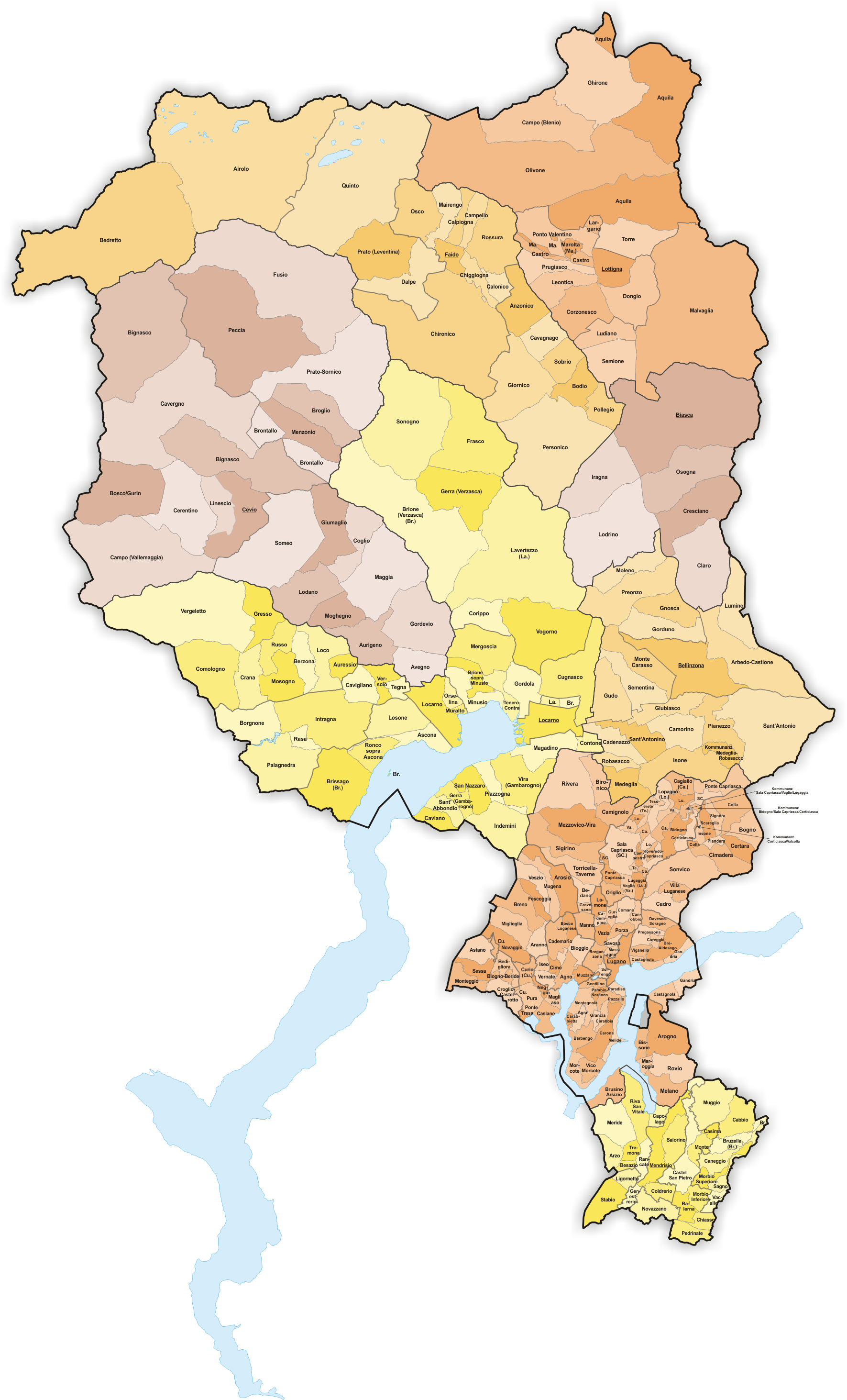
Gemeinden bis Dezember 1956
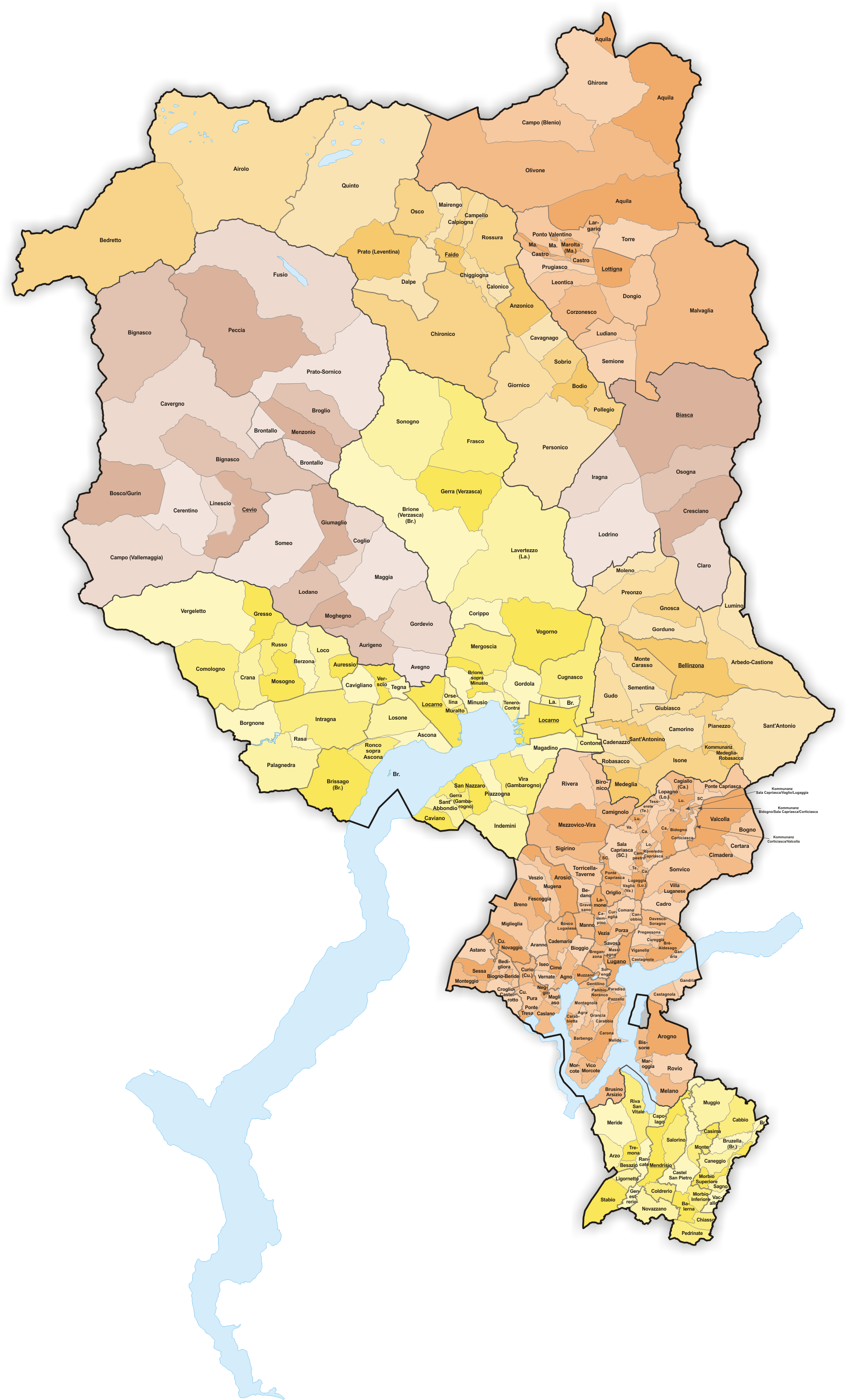
Gemeinden bis April 1972
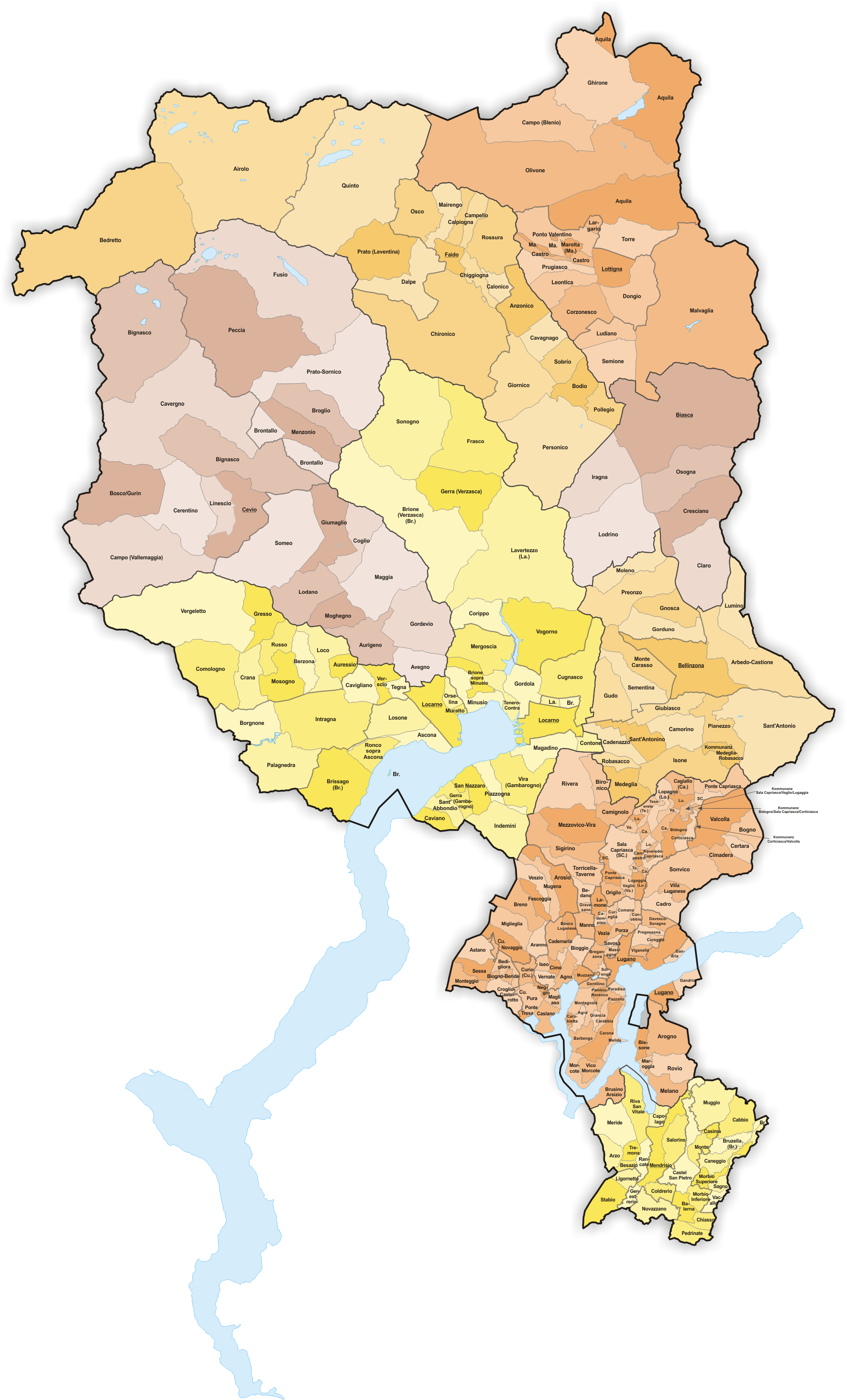
Gemeinden bis April 1976
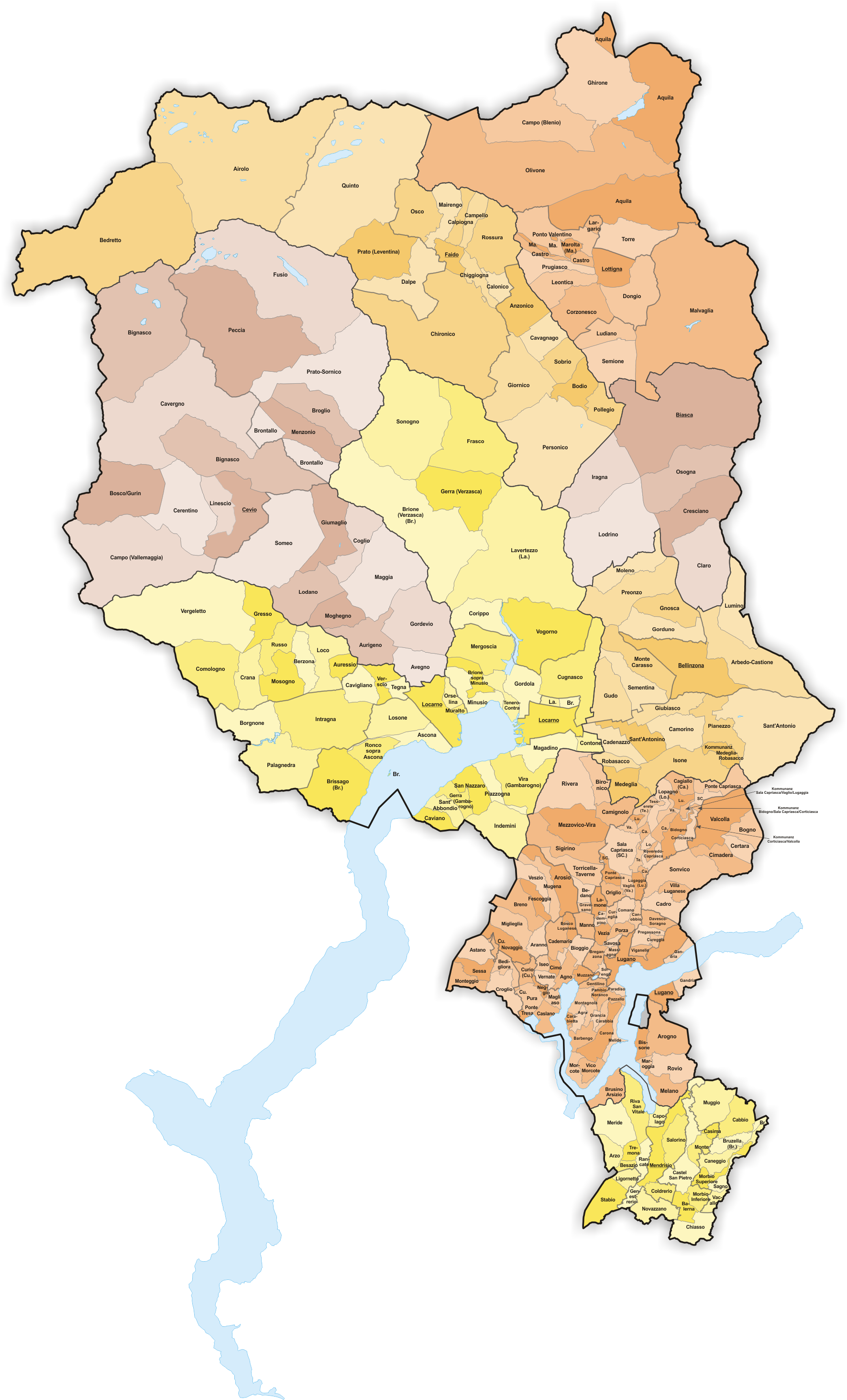
Gemeinden bis April 1994
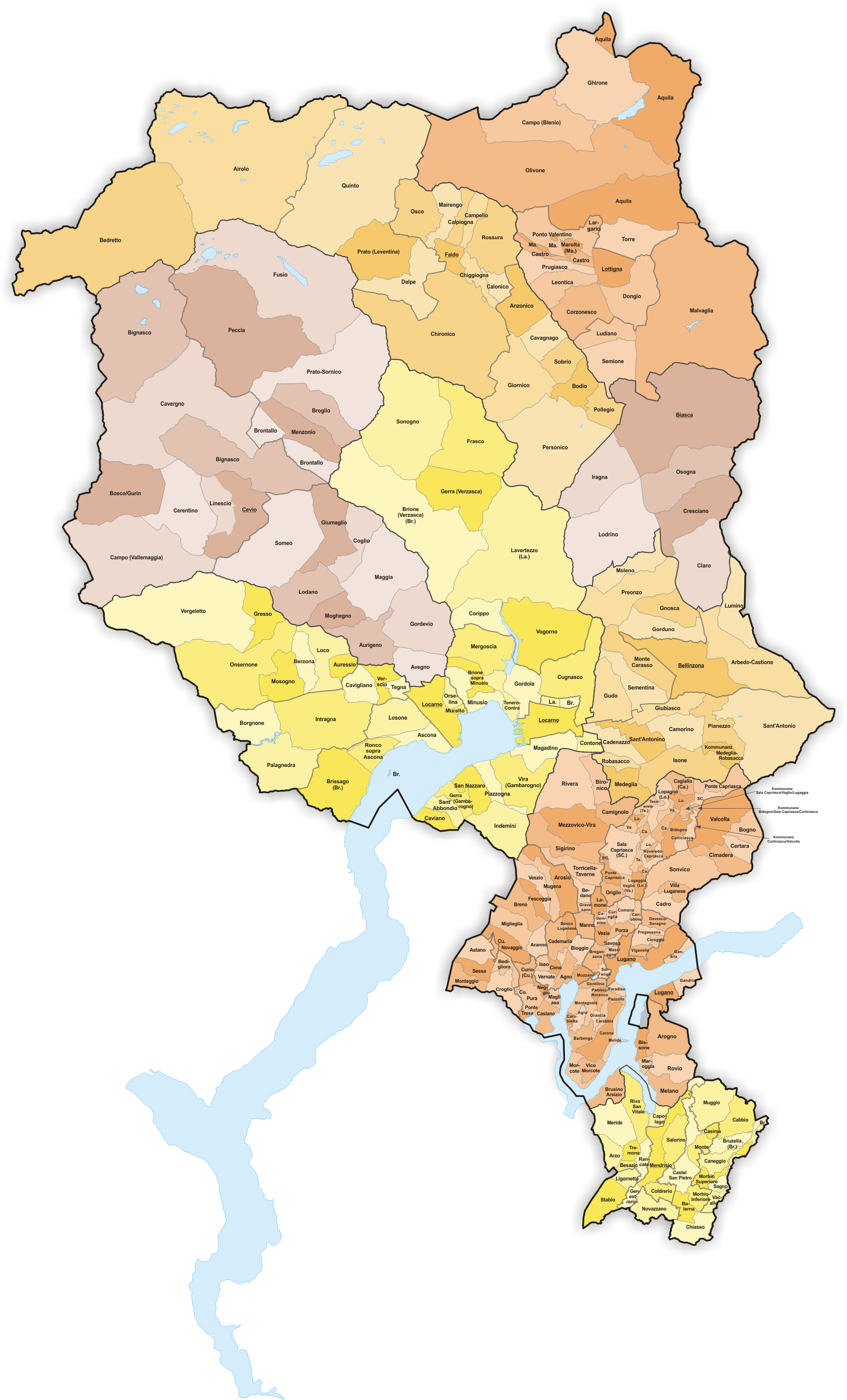
Gemeinden bis April 2001
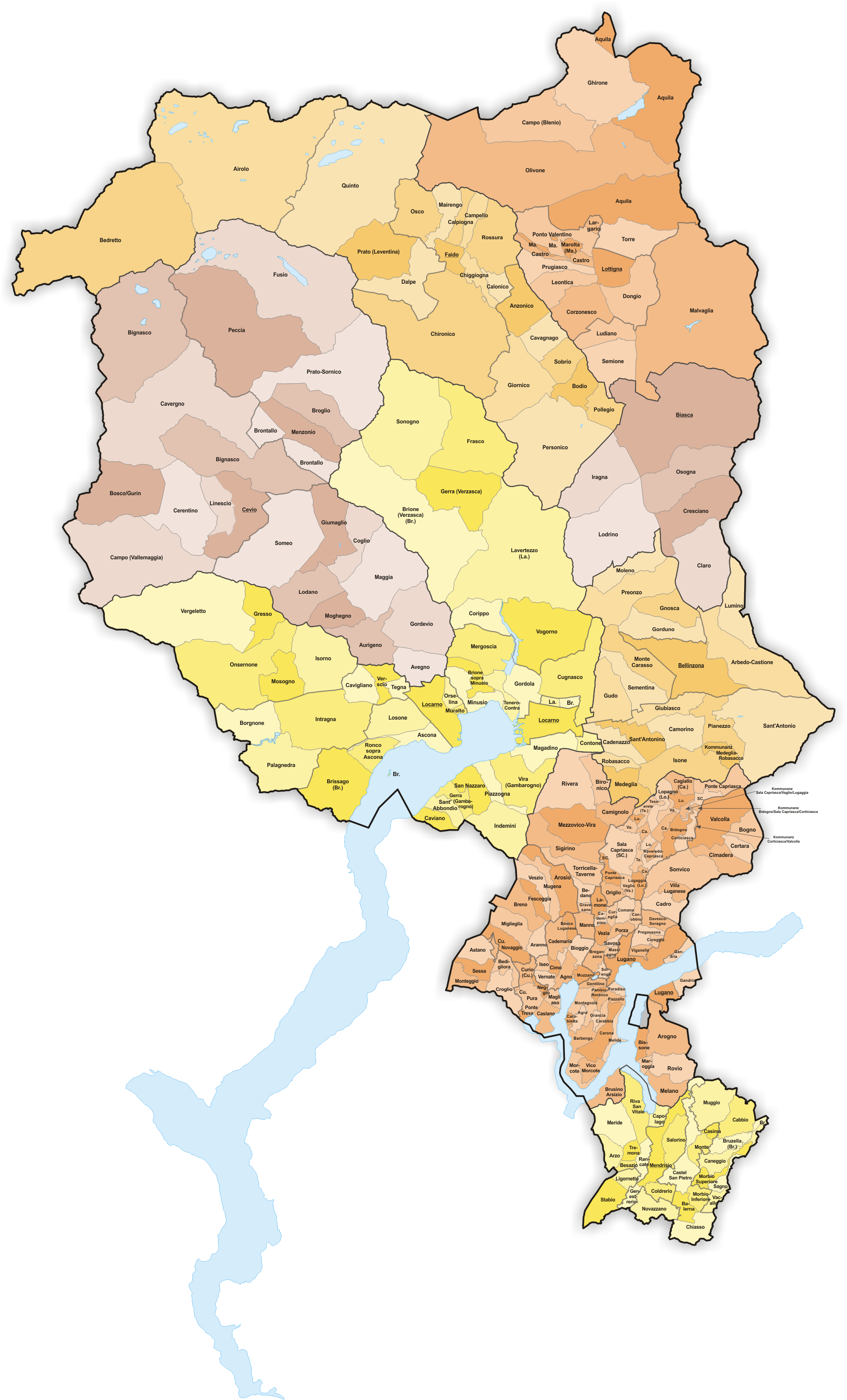
Gemeinden bis Oktober 2001
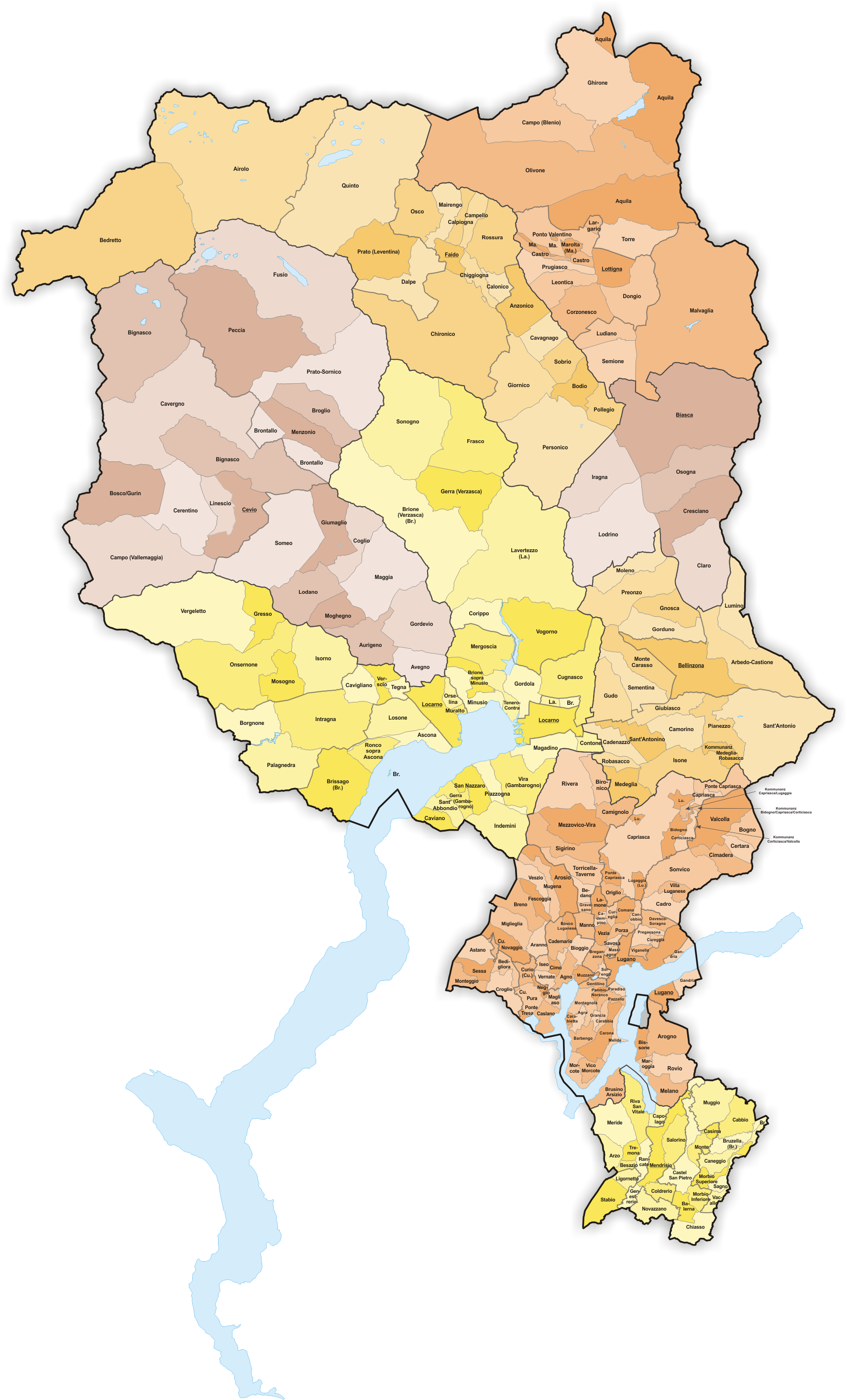
Gemeinden bis April 2004
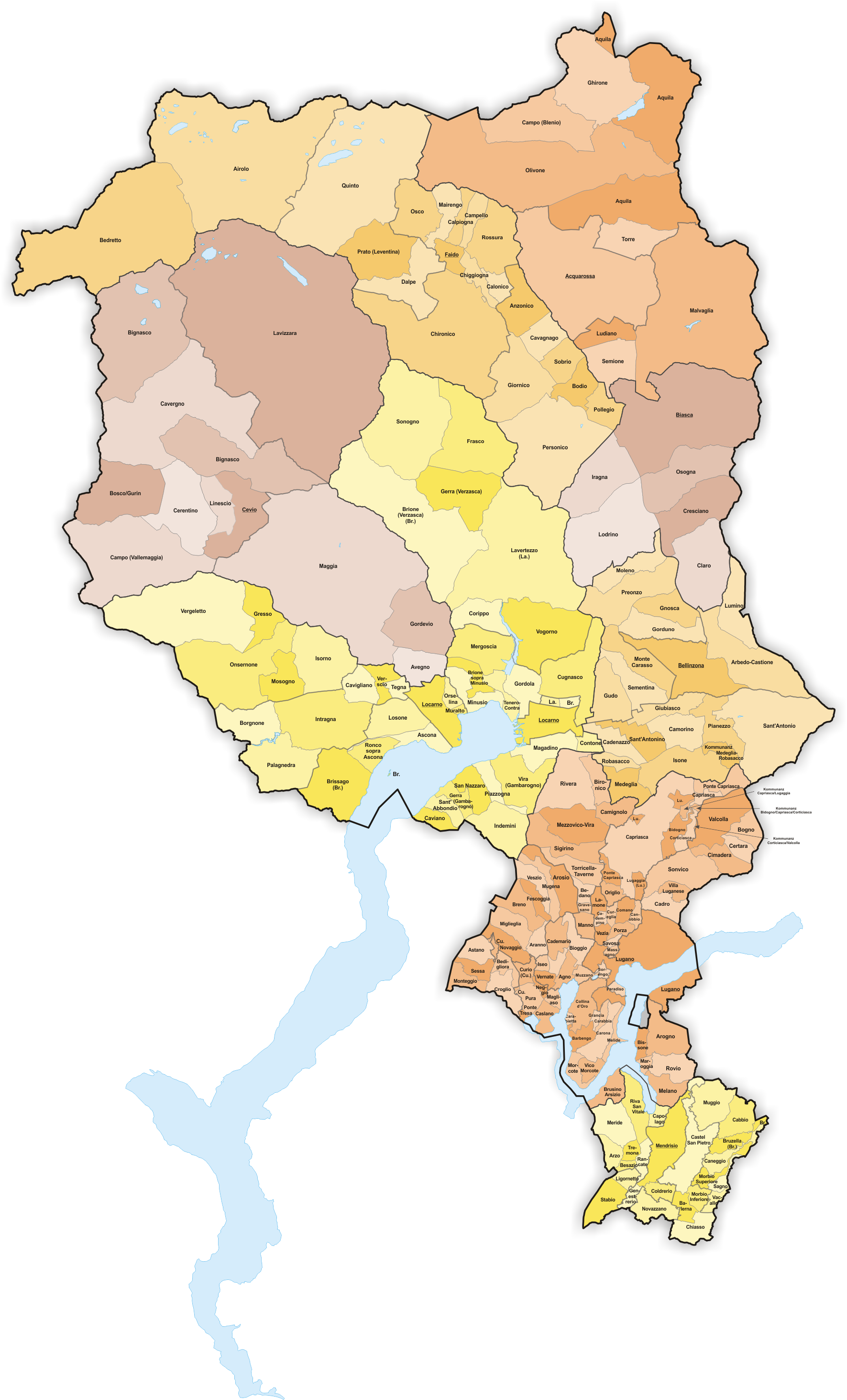
Gemeinden bis März 2005
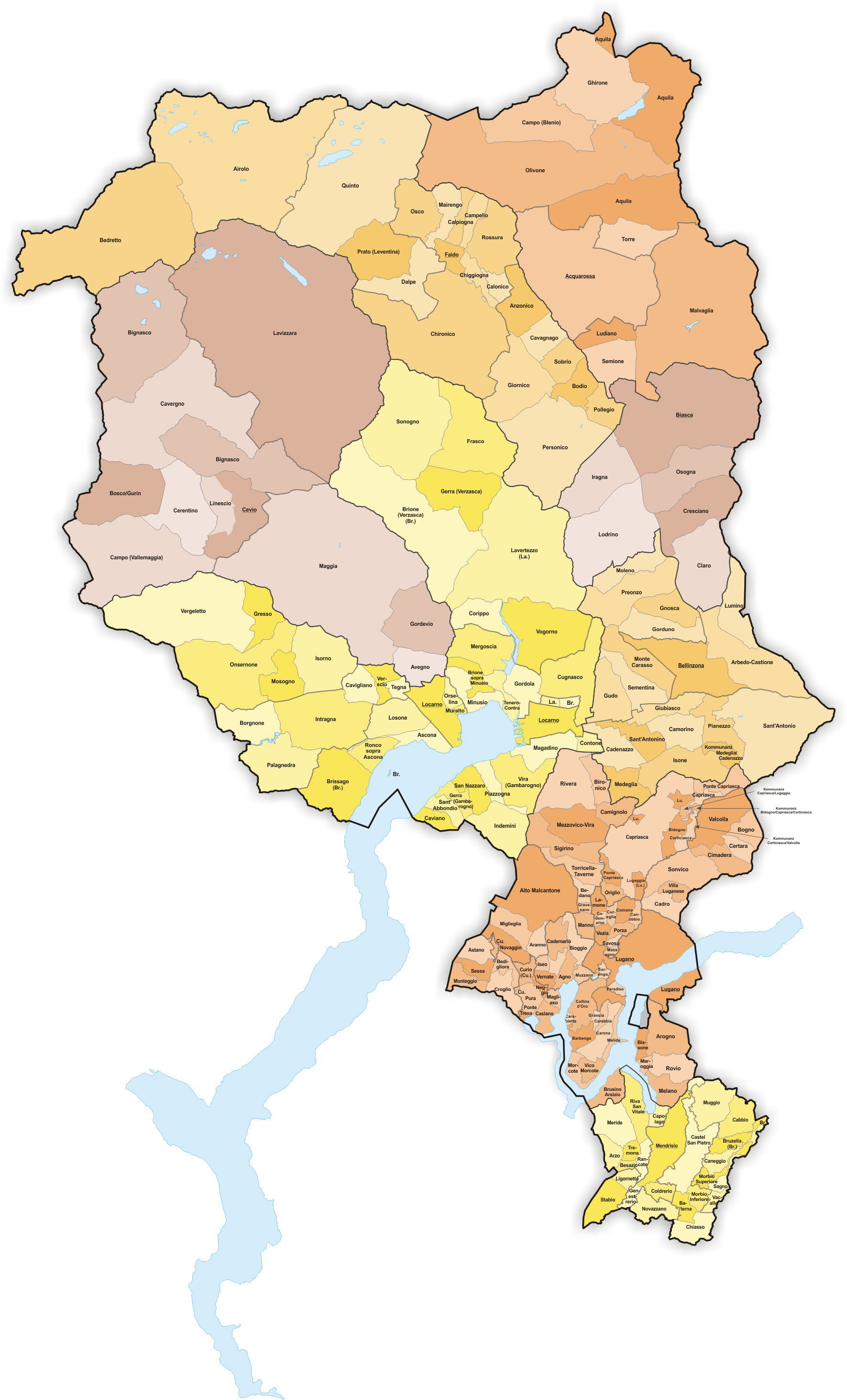
Gemeinden bis Januar 2006
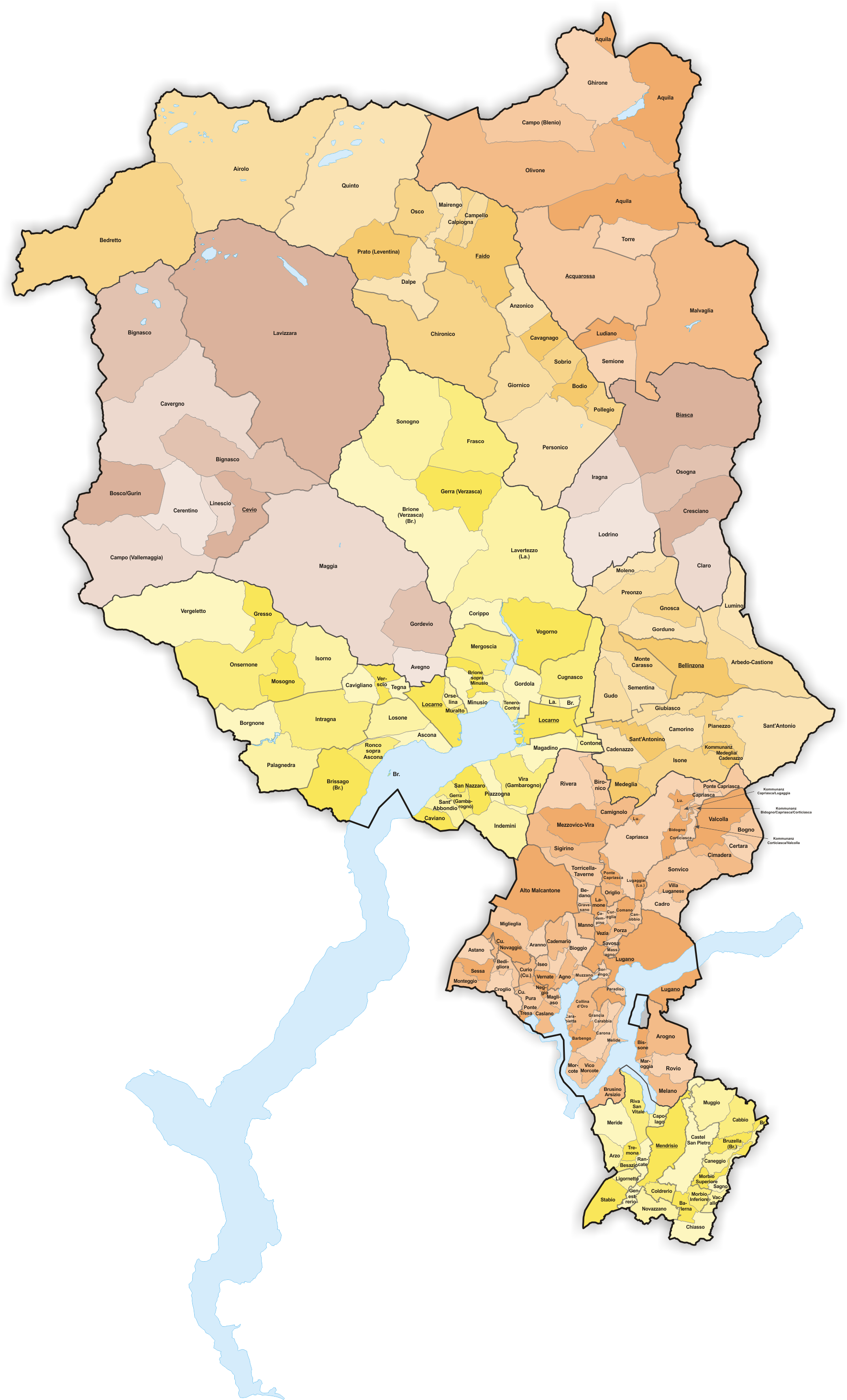
Gemeinden bis Oktober 2006
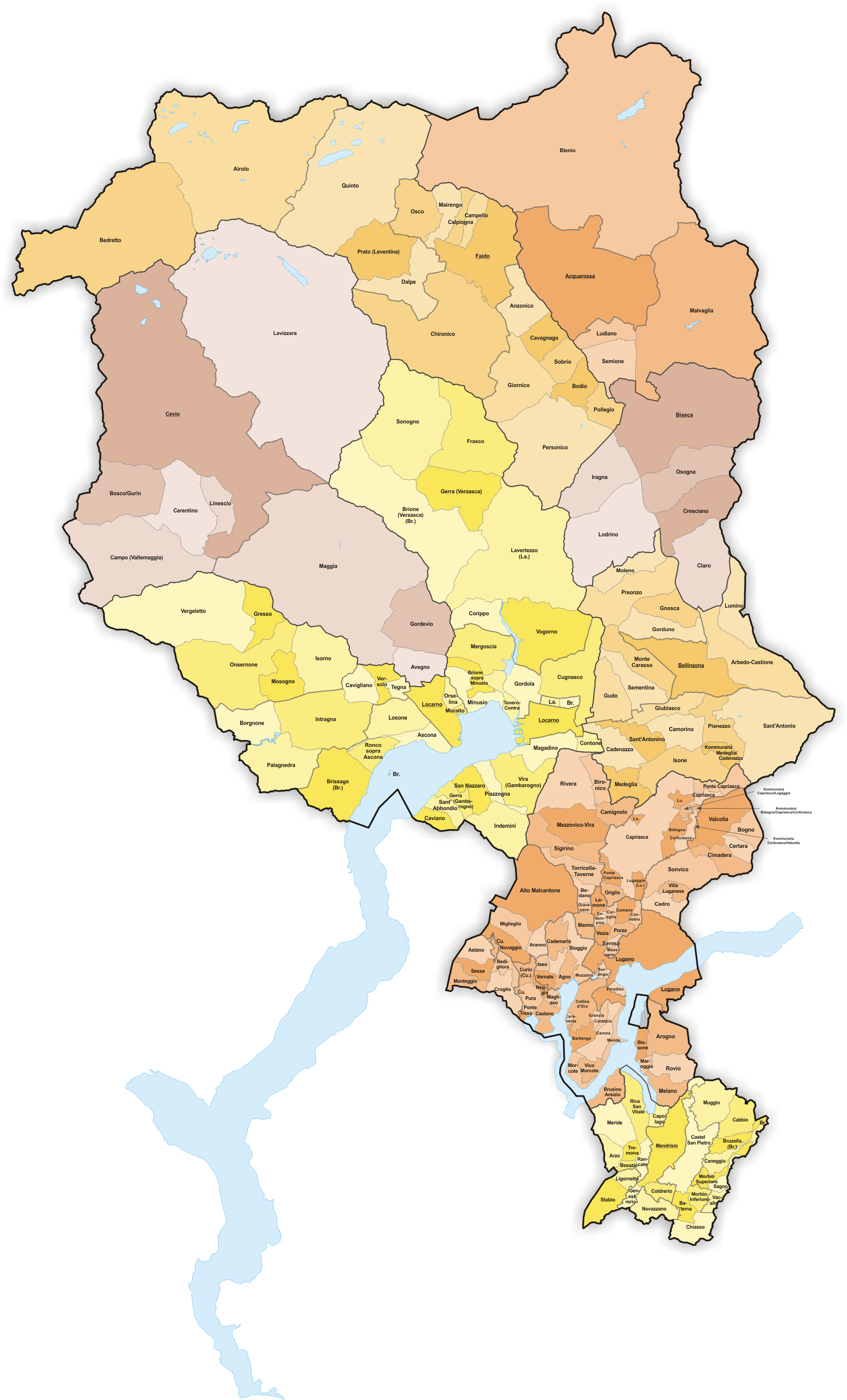
Gemeinden bis 2008
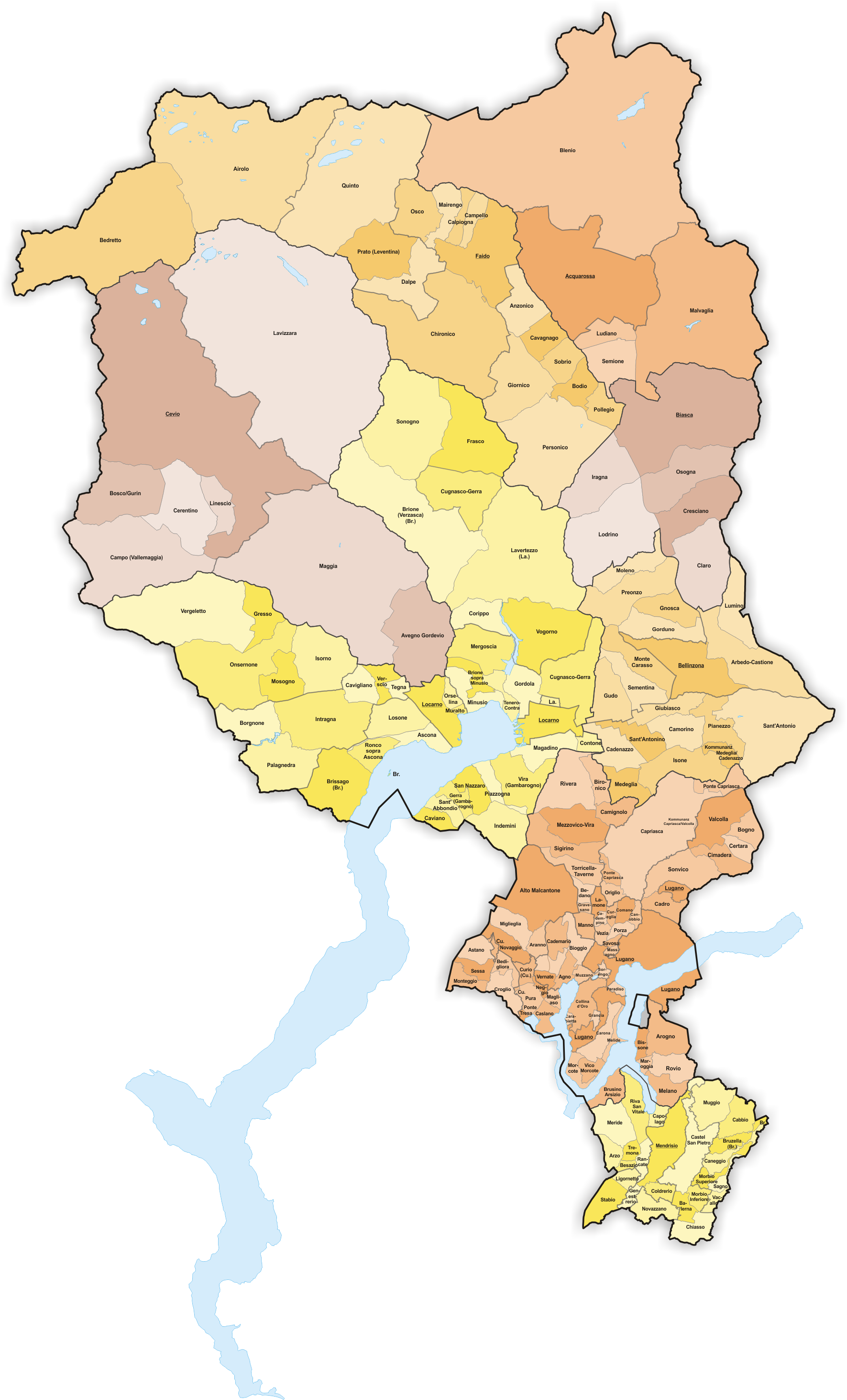
Gemeinden bis April 2009
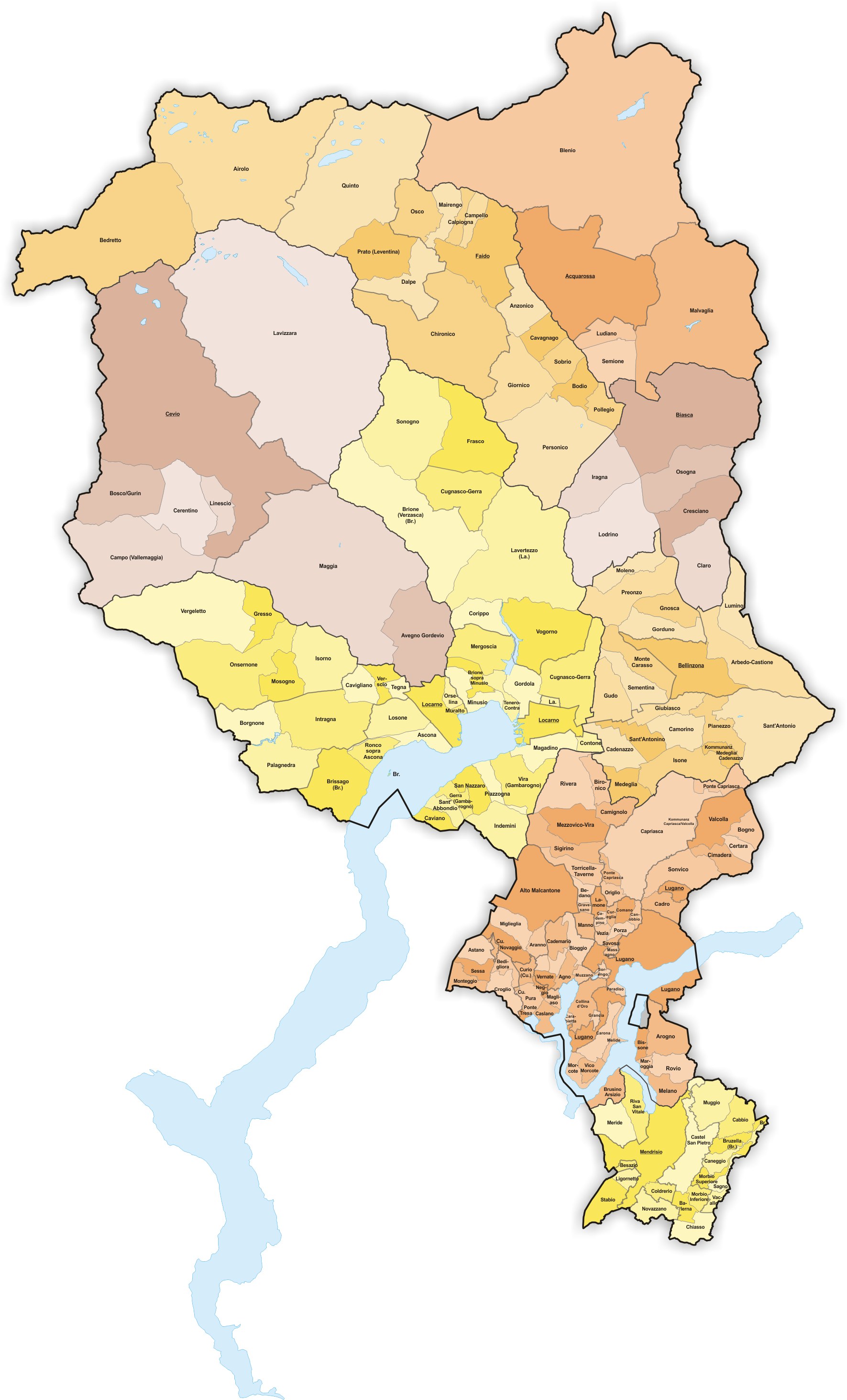
Gemeinden bis Oktober 2009
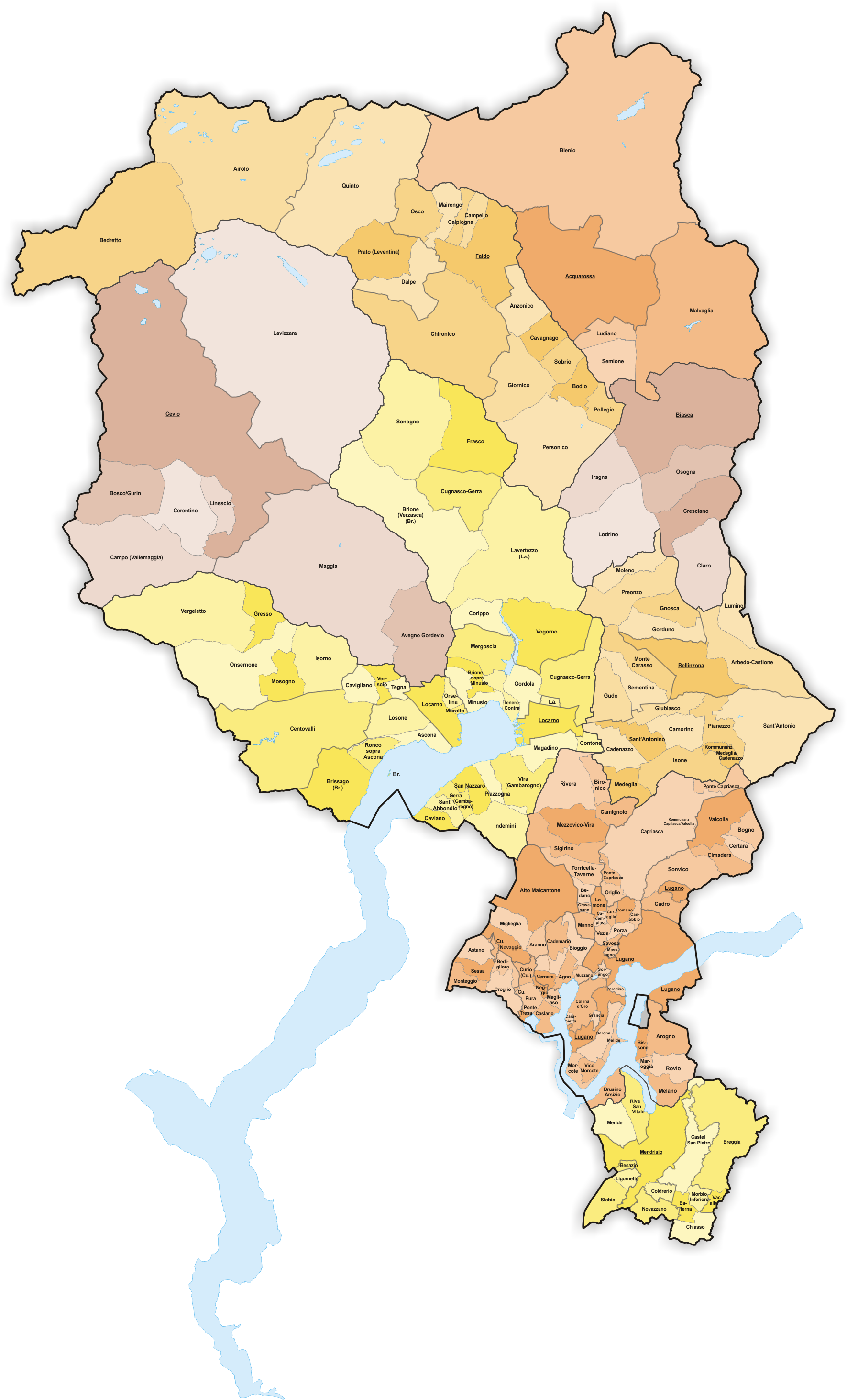
Gemeinden bis April 2010
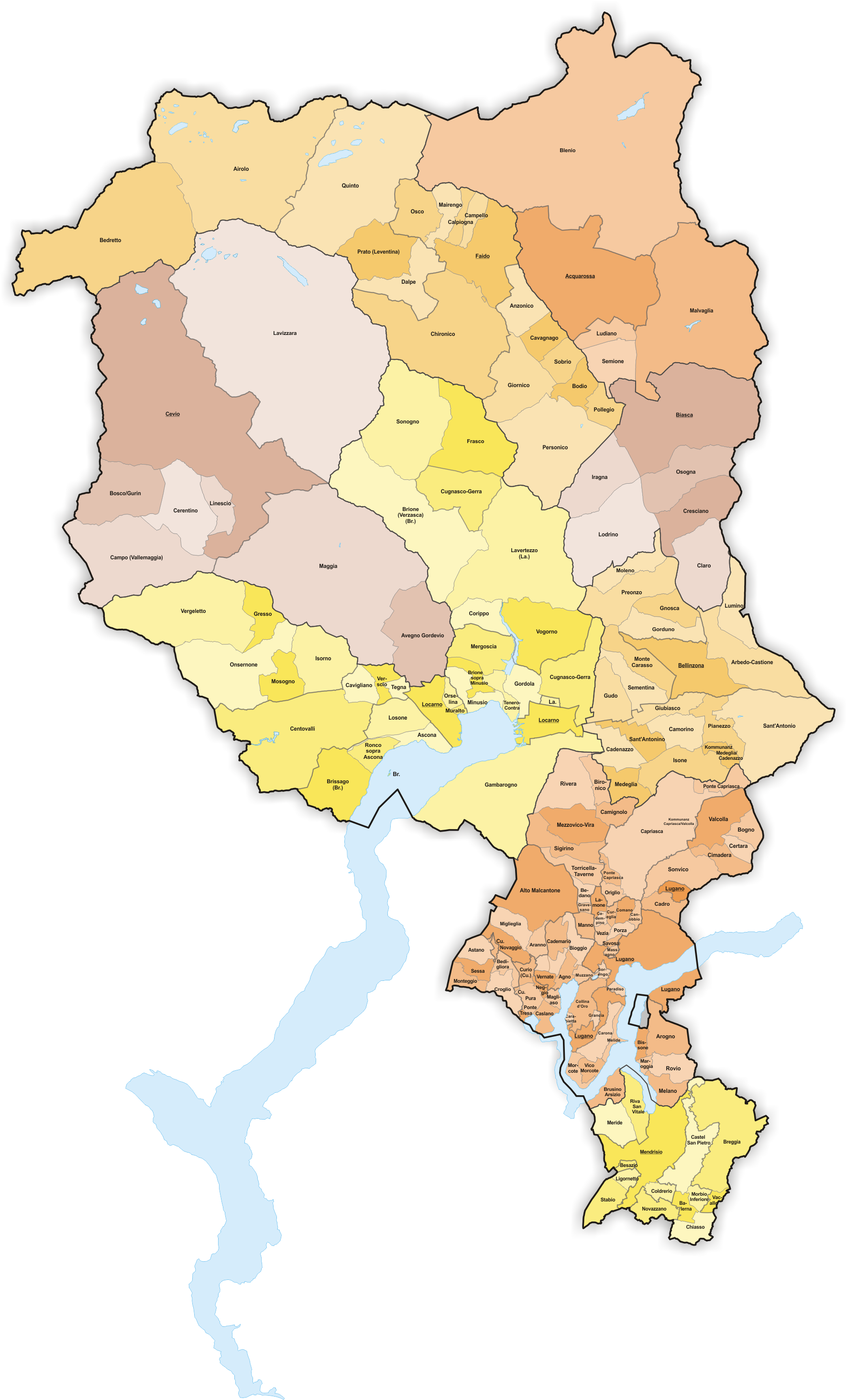
Gemeinden bis November 2010
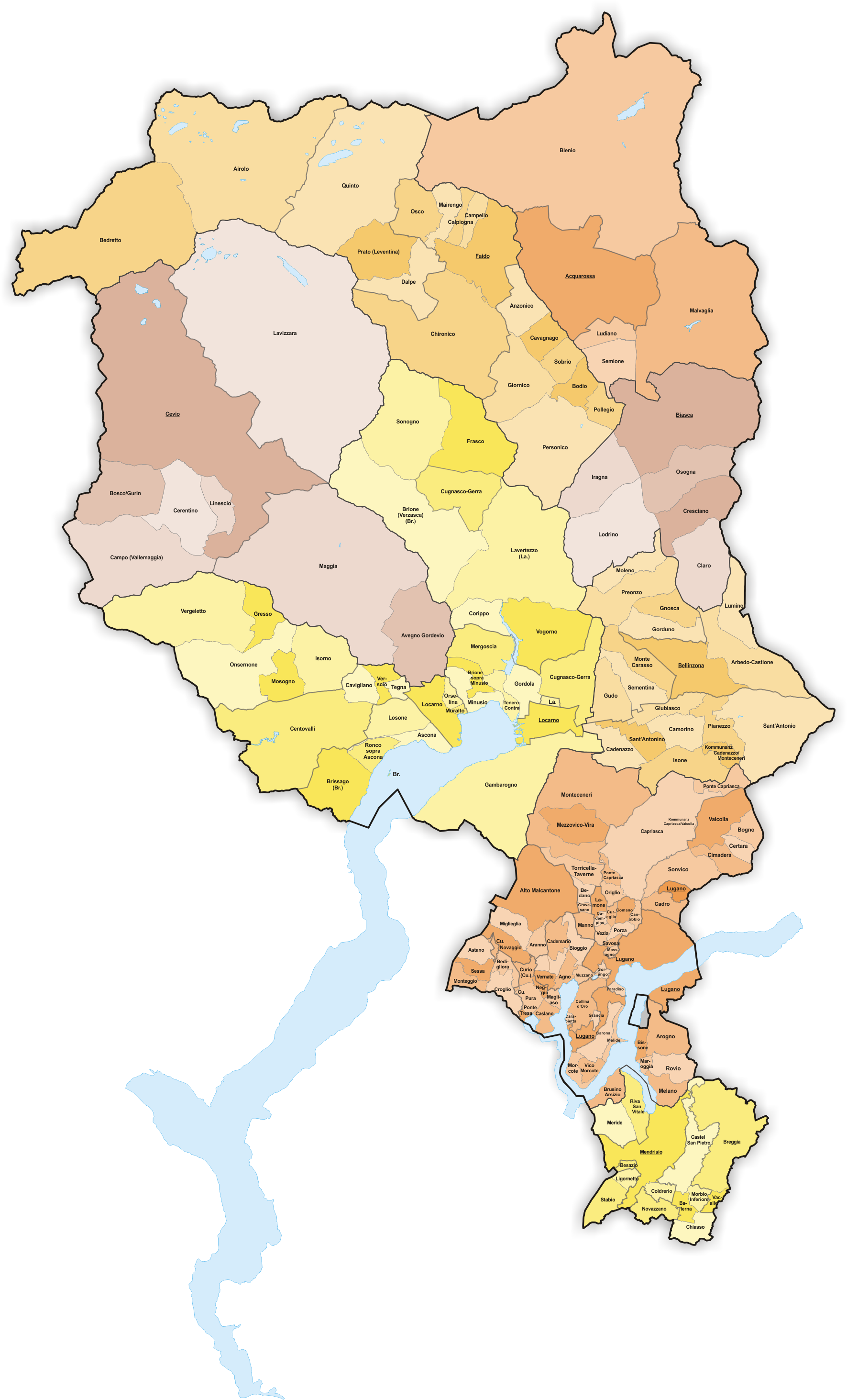
Gemeinden bis April 2012
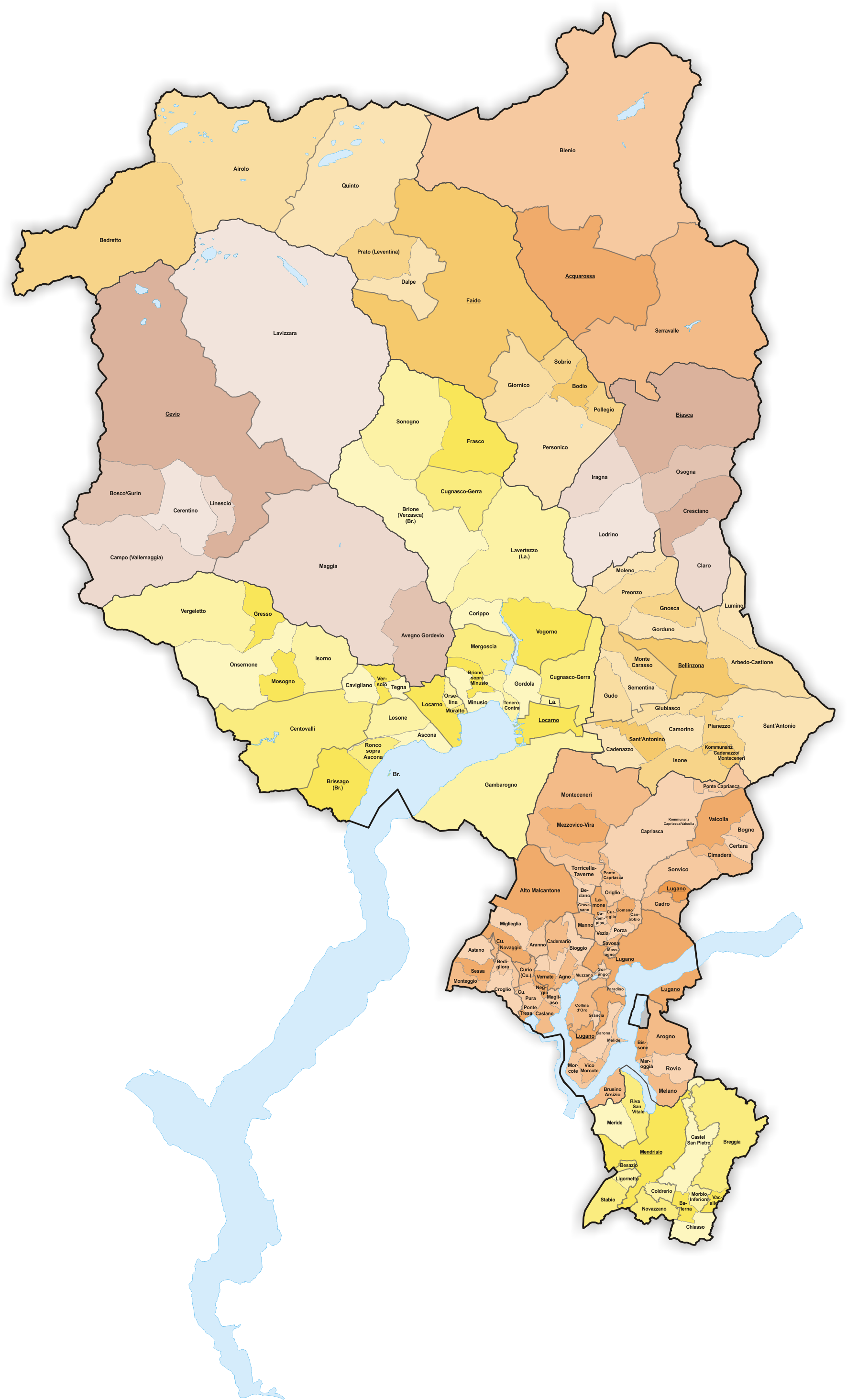
Gemeinden bis April 2013
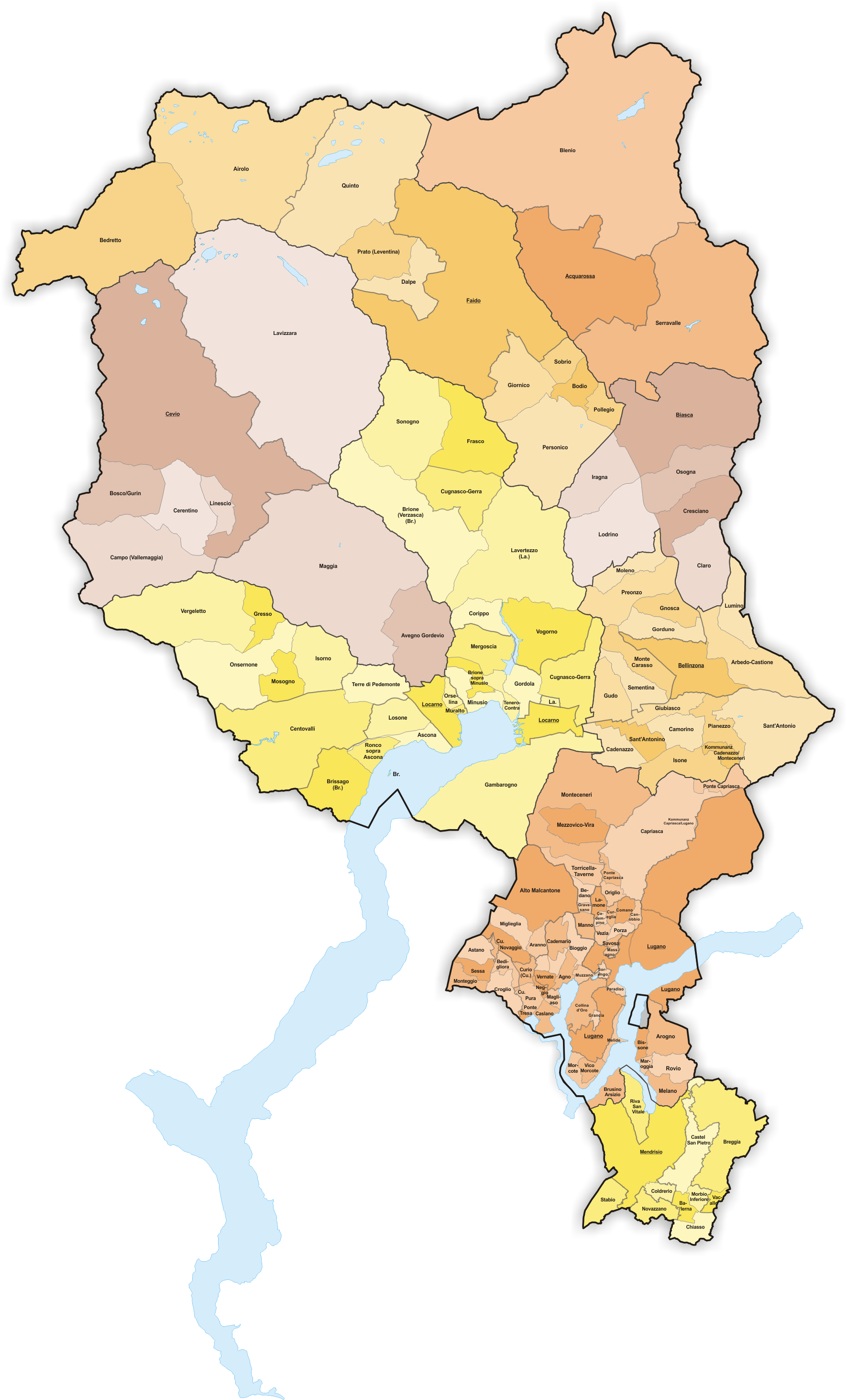
Gemeinden bis April 2016
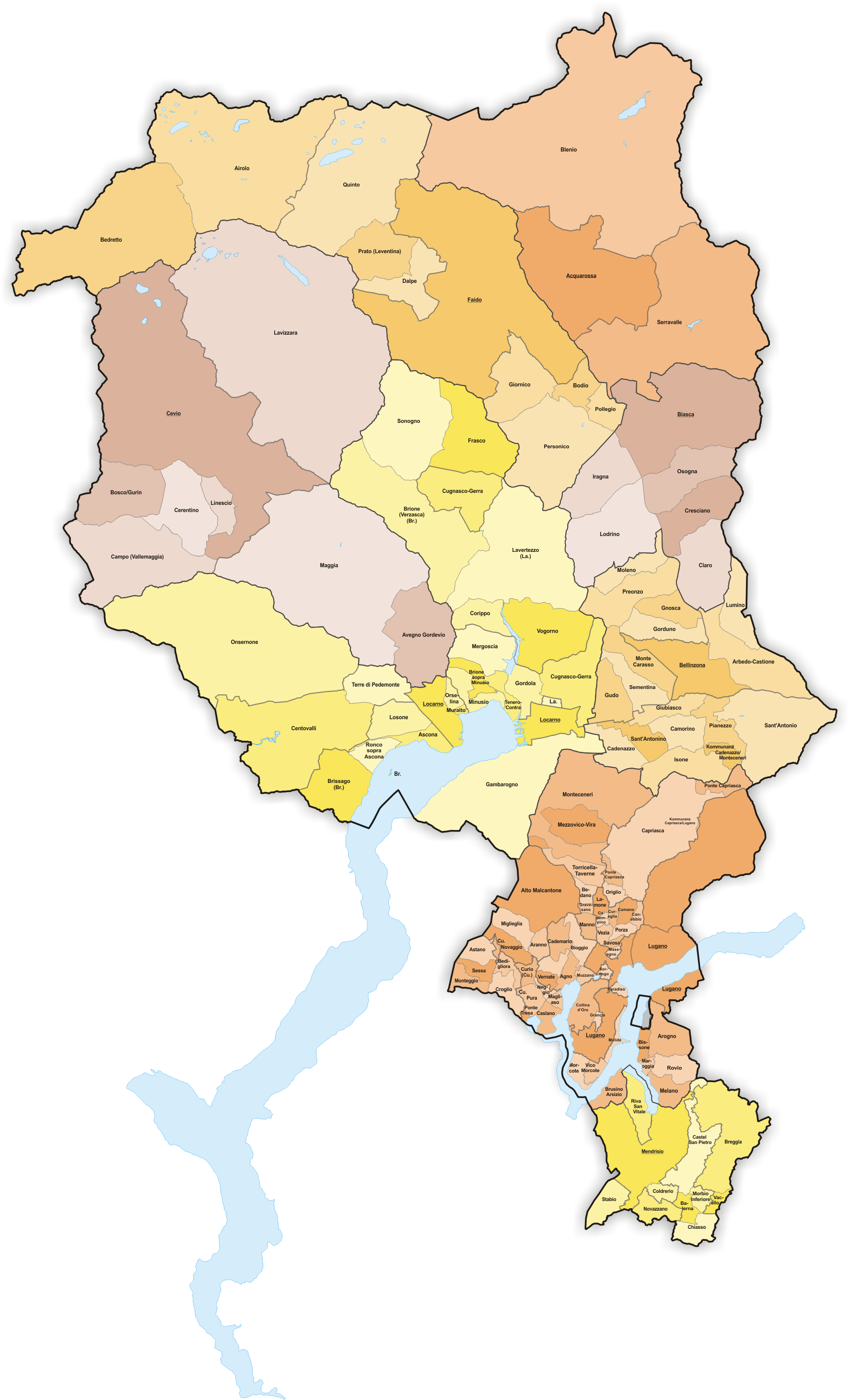
Gemeinden bis April 2017
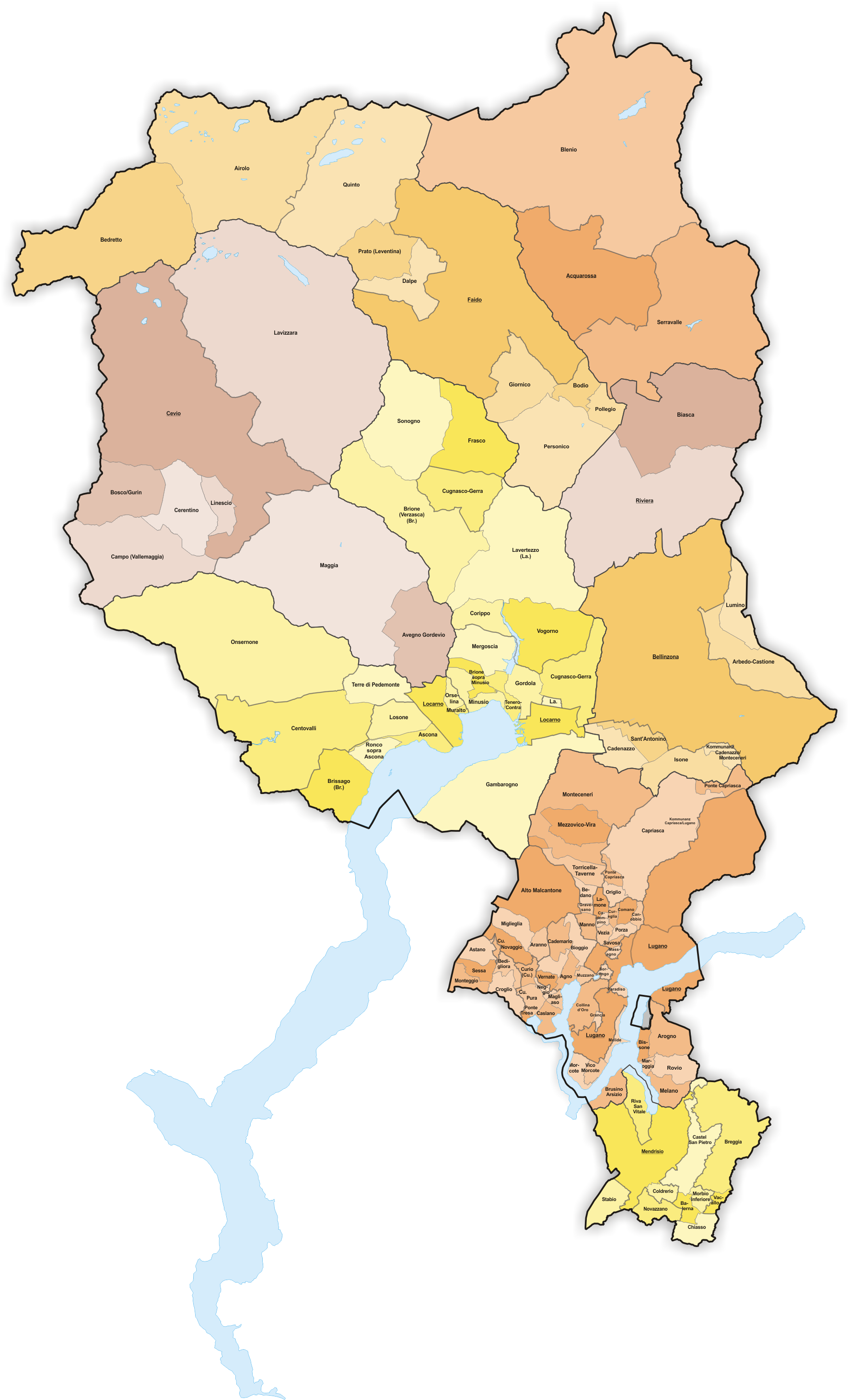
Gemeinden bis Oktober 2020
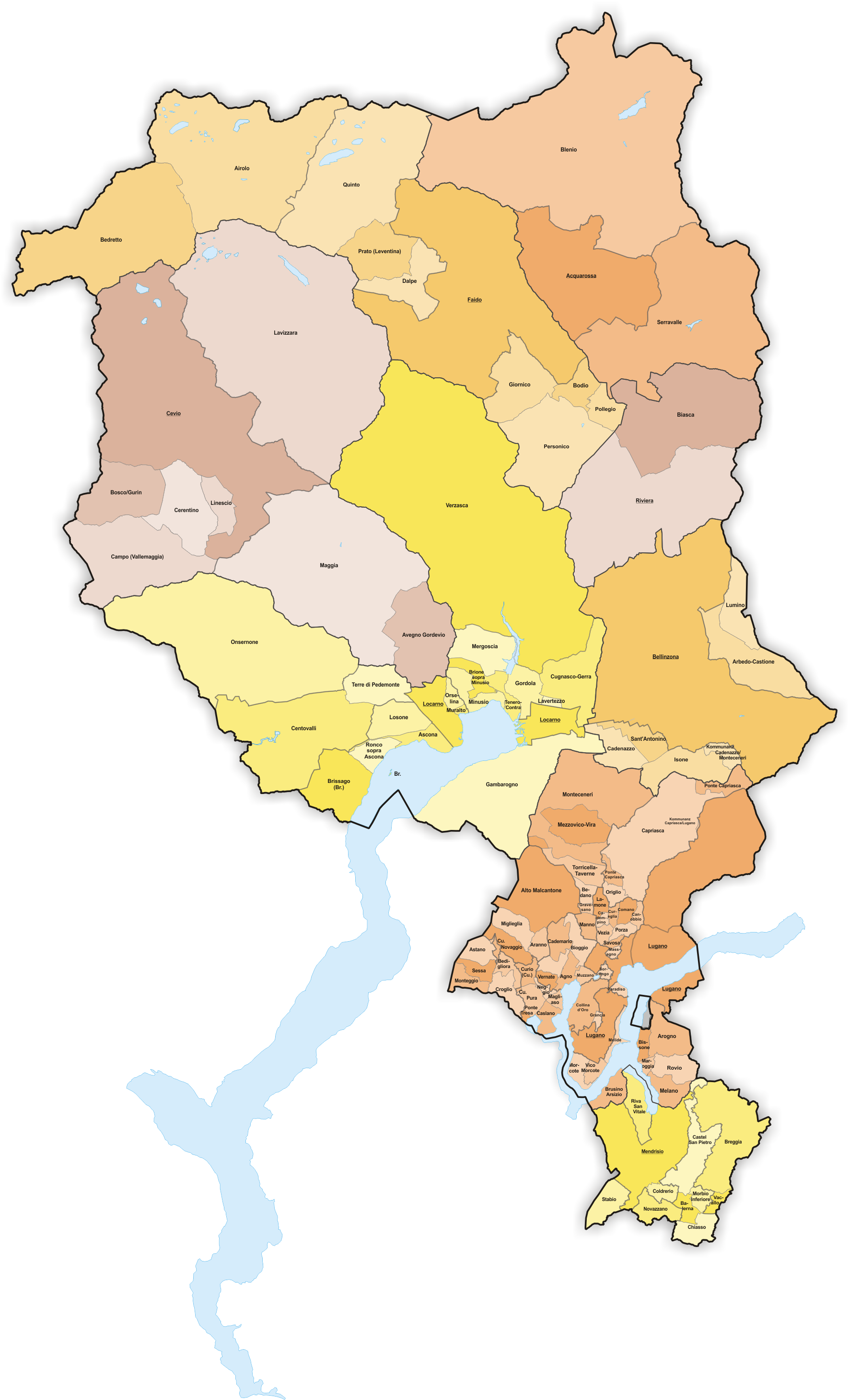
Gemeinden bis April 2021
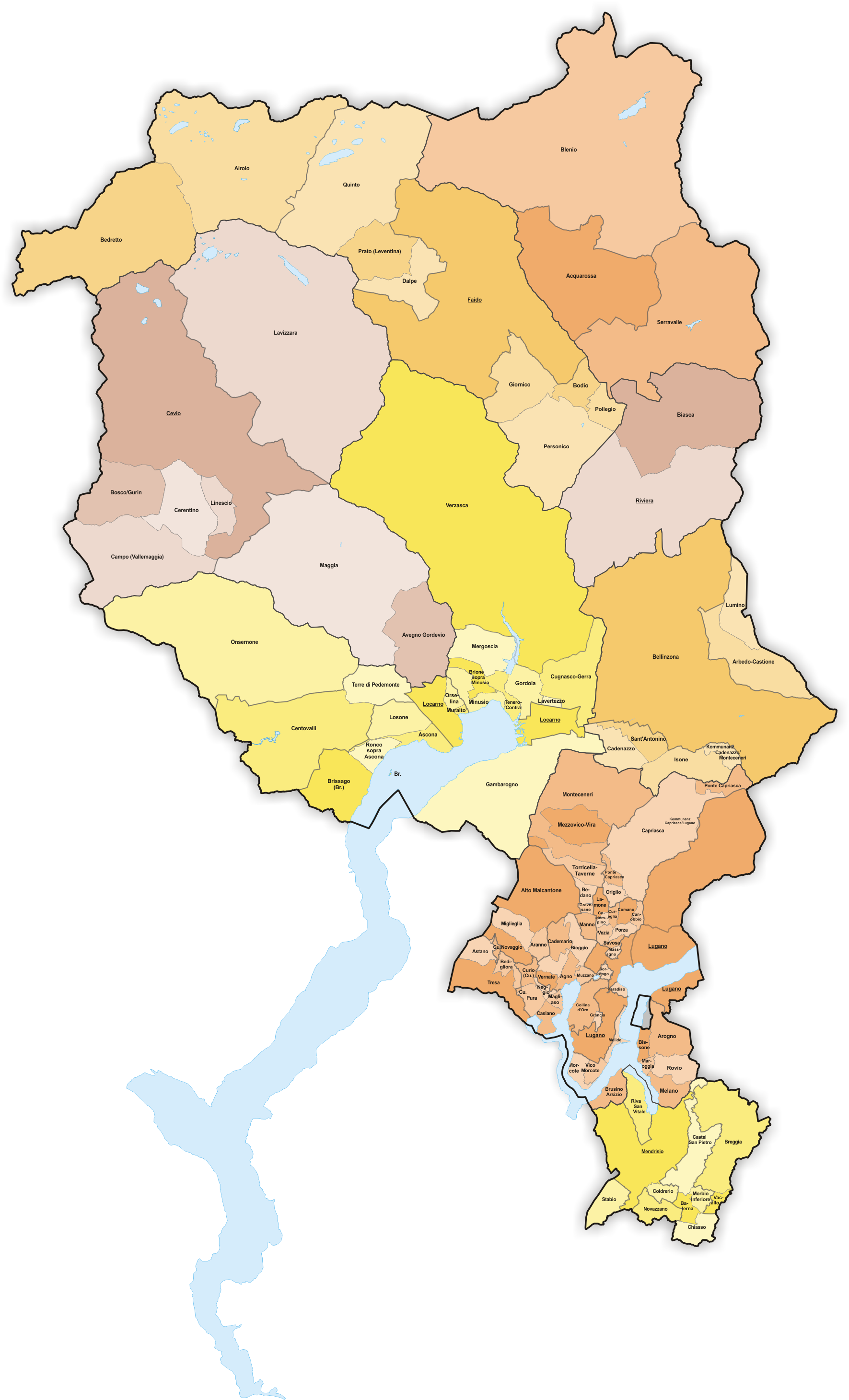
Gemeinden bis April 2022
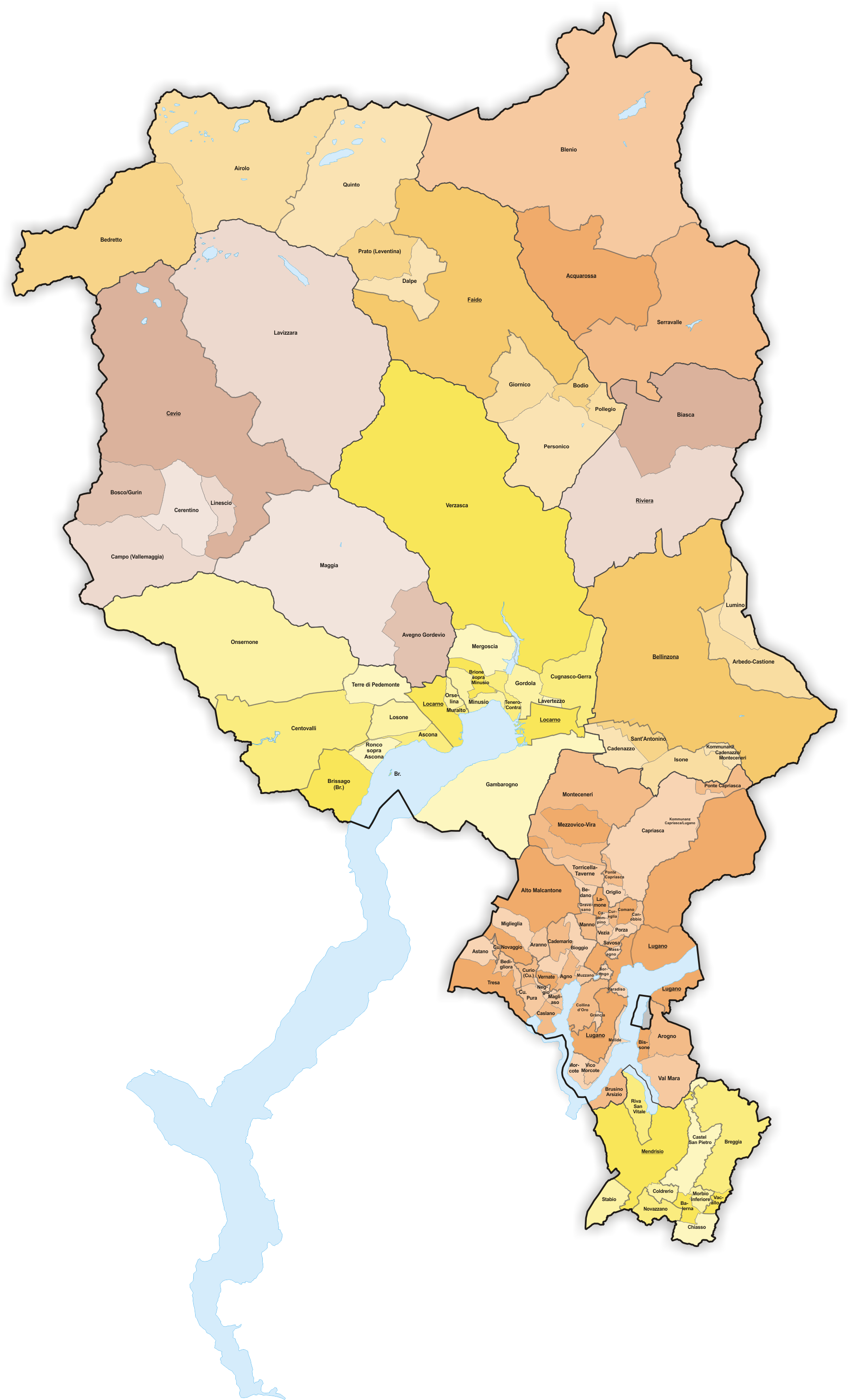
Gemeinden bis April 2025

### Fusionen
- 13. April 2001: Auressio, Berzona und Loco → Isorno
- 18. Oktober 2001: Tesserete, Cagiallo, Sala Capriasca, Lopagno, Roveredo Capriasca und Vaglio → Capriasca

- 4. April 2004: Breganzona, Cureggia, Davesco-Soragno, Gandria, Pambio-Noranco, Pazzallo, Pregassona und Viganello → Lugano
- 4. April 2004: Brontallo, Menzonio, Broglio, Prato-Sornico, Peccia und Fusio → Lavizzara
- 4. April 2004: Aurigeno, Moghegno, Maggia, Lodano, Coglio, Giumaglio und Someo → Maggia
- 4. April 2004: Bioggio, Bosco Luganese und Cimo → Bioggio
- 4. April 2004: Agra, Gentilino und Montagnola → Collina d’Oro
- 4. April 2004: Castro, Corzoneso, Dongio, Largario, Leontica, Lottigna, Marolta, Ponto Valentino und Prugiasco → Acquarossa
- 4. April 2004: Mendrisio und Salorino → Mendrisio
- 4. April 2004: Casima, Castel San Pietro, und Monte → Castel San Pietro

- 13. März 2005: Cadenazzo und Robasacco → Cadenazzo
- 13. März 2005: Arosio, Breno, Fescoggia, Mugena und Vezio → Alto Malcantone

- 29. Januar 2006: Calonico, Chiggiogna, Faido und Rossura → Faido
- 22. Oktober 2006: Aquila, Campo (Blenio), Ghirone, Olivone und Torre → Blenio
- 22. Oktober 2006: Cevio, Bignasco und Cavergno → Cevio

- 20. April 2008: Cugnasco und Gerra (Verzasca) → Cugnasco-Gerra
- 20. April 2008: Bidogno, Corticiasca und Lugaggia → Capriasca
- 20. April 2008: Iseo → Bioggio
- 20. April 2008: Barbengo, Carabbia und Villa Luganese → Lugano
- 20. April 2008: Gordevio und Avegno → Avegno-Gordevio

- 5. April 2009: Arzo, Capolago, Genestrerio, Mendrisio, Rancate und Tremona → Mendrisio
- 25. Oktober 2009: Borgnone, Intragna und Palagnedra → Centovalli
- 25. Oktober 2009: Bruzella, Cabbio, Caneggio, Morbio Superiore, Muggio und Sagno → Breggia

- 25. April 2010: Caviano, Contone, Gerra (Gambarogno), Indemini, Magadino, Piazzogna, San Nazzaro, Sant’Abbondio und Vira (Gambarogno) → Gambarogno
- 21. November 2010: Bironico, Camignolo, Medeglia, Rivera und Sigirino → Monteceneri

- 1. April 2012: Ludiano, Malvaglia und Semione → Serravalle
- 1. April 2012: Anzonico, Calpiogna, Campello, Cavagnago, Chironico, Faido, Mairengo und Osco → Faido
- 1. April 2012: Carabietta und Collina d’Oro → Collina d’Oro

- 14. April 2013: Cavigliano, Tegna und Verscio → Terre di Pedemonte
- 14. April 2013: Bogno, Cadro, Carona, Certara, Cimadera, Lugano, Sonvico und Valcolla → Lugano
- 14. April 2013: Besazio, Ligornetto, Mendrisio und Meride → Mendrisio

- 10. April 2016: Faido und Sobrio → Faido
- 10. April 2016: Gresso, Isorno, Mosogno, Onsernone und Vergeletto → Onsernone

- 2. April 2017: Cresciano, Iragna, Lodrino und Osogna → Riviera
- 2. April 2017: Bellinzona, Camorino, Claro, Giubiasco, Gnosca, Gorduno, Gudo, Moleno, Monte Carasso, Pianezzo, Preonzo, Sant’Antonio und Sementina → Bellinzona

- 18. Oktober 2020: Brione (Verzasca), Corippo, Frasco, Sonogno und Vogorno → Verzasca

- 18. April 2021: Croglio, Monteggio, Ponte Tresa und Sessa → Tresa

- 10. April 2022: Maroggia, Melano und Rovio → Val Mara

- 6. April 2025: Prato (Leventina) und Quinto → Quinto
- 6. April 2025: Bodio und Giornico → Giornico
- 6. April 2025: Astano, Bedigliora, Curio, Miglieglia und Novaggio → Lema

Geplant sind folgende Vorhaben:
- geplant: Morcote und Vico Morcote → Morcote
- geplant: Aranno, Bioggio, Neggio und Vernate → Bioggio
- geplant: Bosco/Gurin, Campo (Vallemaggia), Cerentino, Cevio und Linescio
- geplant: Balerna, Breggia, Chiasso, Morbio Inferiore und Vacallo
- geplant: Lavertezzo und Locarno